# 1er décembre
Pour les articles homonymes, voir Premier-Décembre.
1er novembre 1er janvier
Chronologies thématiques
- Croisades
- Ferroviaires
- Sports
- Disney
- Anarchisme
- Catholicisme

Abréviations / Voir aussi
- (° 1852) = né en 1852
- († 1885) = mort en 1885
- a.s. = calendrier julien
- n.s. = calendrier grégorien
- Calendrier
- Calendrier perpétuel
- Liste de calendriers
- Naissances du jour

Le 1er décembre est le 335e jour de l'année du calendrier grégorien, 336e lorsqu'elle est bissextile. Il reste ensuite 30 jours avant la fin de l'année civile.
C'est généralement le 11 frimaire du calendrier républicain ou révolutionnaire français, officiellement dénommé jour de la cire.
Leur équivalent[À quoi ?] du calendrier universel a toujours lieu un vendredi.

## Événements

### VIIIesiècle
- 800 : Charlemagne entame le procès contre les fomenteurs de l'attentat de 799 perpétré contre le pape Léon III.

### XIIIesiècle
- 1299 : bataille de Falconaria (en) (guerre des Vêpres siciliennes (en)), qui voit la victoire des Siciliens de Frédéric II de Sicile, sur les Napolitains de Philippe Ier de Tarente.

### XVesiècle
- 1420 : Henri V d'Angleterre entre dans Paris, que les Anglais occuperont jusqu'en 1436.

### XVIIesiècle
- 1614 : traité d'Asti, paix entre l'Espagne et le duché de Savoie, au sujet de la succession du marquisat de Montferrat.
- 1640 :
  - Jean, duc de Bragance, devient roi du Portugal, sous le nom de Jean IV de Portugal ;
  - fin de l'Union ibérique, et de la dynastie Philippine (en). Le Portugal regagne son indépendance, vis-à-vis de son voisin espagnol.

### XVIIIesiècle
- 1739 : bataille de Portobelo, pendant la guerre de l'oreille de Jenkins.
- 1768 : le négrier Fredensborg coule, au large de Tromøy, en Norvège.

### XIXesiècle
- 1812 : fin de la bataille d'Ibarra, mettant fin à l'indépendance de l'État de Quito (es).
- 1821 :
  - signature du pacte de concorde (es), première constitution du Costa Rica ;
  - José Núñez de Cáceres signe, à Saint-Domingue, l'acte d'indépendance de la partie orientale de l'île, connu sous le nom d'indépendance éphémère (es).
- 1822 : Pierre Ier est couronné empereur du Brésil ; instauration de l'ordre national de la Croix du Sud.
- 1825 : le tsar Nicolas Ier monte sur le trône de Russie.
- 1828 : le général argentin Juan Lavalle procède à un coup d'État contre le gouverneur Manuel Dorrego, qui entame la révolution décembriste (en), relançant les guerres civiles argentines.
- 1834 : l'esclavage est aboli, dans la colonie du Cap, conformément à la loi de 1833 sur l'abolition de l'esclavage.
- 1874 : en Espagne, le futur roi Alphonse XII signe le manifeste de Sandhurst, écrit par Antonio Cánovas del Castillo.

### XXesiècle
- 1913 : la Crète est rattachée à la Grèce.
- 1918 :
  - le royaume de Serbie et l'État des Slovènes, Croates et Serbes, constitué des régions autrichiennes et hongroises peuplées de Slaves du Sud, sont unis et forment le royaume des Serbes, Croates et Slovènes ;
  - rattachement (en) de la Transylvanie, à majorité magyarophone, à la Roumanie ; suivront la Bessarabie (27 mars), et la Bucovine (28 novembre), conduisant à la Grande Union (en) ;
  - le royaume d'Islande proclame son indépendance, vis-à-vis du royaume du Danemark.
- 1924 : Plutarco Elías Calles est élu président du Mexique.
- 1925 : ratification des accords de Locarno, à Londres.
- 1934 :
  - à Léningrad, au sein de l'Institut Smolny, Léonid Nikolaïev assassine Sergueï Kirov du Politburo du Parti communiste de l'Union soviétique ; Staline profite de l'événement pour déclencher de Grandes Purges ;
  - Lázaro Cárdenas est élu président du Mexique.
- 1940 : Manuel Ávila Camacho est élu président du Mexique.
- 1941 : l'empereur Hirohito donne son approbation à l'entrée en guerre du Japon contre les États-Unis (guerre du Pacifique dans la Seconde guerre mondiale).
- 1944 : massacre de Thiaroye, à Dakar.
- 1946 : élection de Miguel Alemán Valdés à la présidence du Mexique.
- 1948 : le Costa Rica devient le premier pays d'Amérique à abolir ses forces armées.
- 1952 : élection d'Adolfo Ruiz Cortines à la présidence du Mexique.
- 1955 : à Montgomery (Alabama), Rosa Parks, jeune Afro-Américaine, refuse de céder sa place de bus à un homme blanc, conformément aux lois raciales. Début du mouvement de boycott des bus de Montgomery.
- 1956 : Mohammad Hatta démissionne de son poste de vice-ministre de la république d'Indonésie.
- 1958 :
  - la République centrafricaine est proclamée (cette date étant dès lors déclarée fête nationale) ; elle obtiendra sa pleine souveraineté un an et demi plus tard, se détachant définitivement de la France ;
  - élection d'Adolfo López Mateos à la présidence du Mexique.
  - incendie de Notre-Dame des Anges, école catholique à Chicago, dans l'Illinois, dont le bilan est de 95 morts (92 élèves et trois religieuses).
- 1959 : signature du traité sur l'Antarctique.
- 1963 : le Nagaland devient le 16e État fédéral de l'Inde.
- 1964 :
  - Gustavo Díaz Ordaz est élu président du Mexique ;
  - admission du Malawi, de Malte et de la Zambie, au sein de l'Organisation des Nations unies ;
  - Lyndon B. Johnson réunit ses conseillers, pour établir les projets de bombardement du Nord Viet-Nam.
- 1969 : lors de la guerre du Vietnam, la mise en place du tirage au sort est organisée aux États-Unis (le premier depuis la Seconde Guerre mondiale), pour recruter des soldats afin de poursuivre l'invasion du Nord-Vietnam.
- 1970 : Luis Echeverría est élu président du Mexique.
- 1971 : guerre civile cambodgienne : les rebelles khmers rouges intensifient leurs attaques contre les positions du gouvernement cambodgien, les forçant à se retirer de Kompong Thmar et de Ba Ray.
- 1975 : la Papouasie-Nouvelle-Guinée acquiert son indépendance vis-à-vis de l'Australie[1].
- 1976 :
  - José López Portillo est élu président du Mexique ;
  - adhésion de l'Angola aux Nations unies.
- 1982 :
  - élection de Miguel de la Madrid Hurtado à la présidence du Mexique ;
  - Felipe Gonzalez forme le 1er gouvernement socialiste de la monarchie espagnole.
- 1988 :
  - élection de Carlos Salinas de Gortari à la présidence du Mexique ;
  - entrée en vigueur de la loi française sur le revenu minimum d'insertion (RMI).
- 1989 :
  - tentative de coup d'État, aux Philippines (en) : le Mouvement de réforme des forces armées (en), armée rebelle de droite réformiste, tente de renverser la présidente philippine Corazon Aquino, lors d'un coup d'État sanglant et raté ;
  - guerre froide : le Parlement de l'Allemagne de l'Est abolit la disposition constitutionnelle accordant au parti communiste le rôle de premier plan dans l'État.
- 1990 : fuite du président tchadien Hissène Habré, laissant le pouvoir aux rebelles dirigés par Idriss Déby.
- 1991 : les électeurs ukrainiens approuvent massivement un référendum sur leur indépendance vis-à-vis de l'Union soviétique dont le voisin russe.
- 1994 : élection d'Ernesto Zedillo Ponce de León à la présidence du Mexique.
- 2000 : élection de Vicente Fox à la présidence du Mexique.

### XXIesiècle
- 2006 : Felipe Calderón est élu président du Mexique.
- 2009 : entrée en vigueur du traité de Lisbonne.
- 2012 : Enrique Peña Nieto est élu président du Mexique.
- 2016 :
  - le prince Vajiralongkorn est proclamé roi de Thaïlande, sous le nom de Rama X.
  - Le président français François Hollande annonce qu'il renonce à briguer un second mandat, fait inédit sous la Cinquième République.
  - Adama Barrow est élu président de la Gambie.
- 2018 :
  - au Mexique, Andrés Manuel López Obrador est investi président.
  - Des protestations et scènes de violences éclatent à Paris et en province, dans le cadre de l'acte III du mouvement des Gilets jaunes[2],[3].
- 2019 :
  - dans l'Union européenne, Ursula von der Leyen devient Présidente de la Commission européenne, Charles Michel Président du Conseil européen, "Joseph Borel" chargé des Affaires étrangères de l'Union, et Christine Lagarde présidente de la Banque centrale.
  - À Malte, soupçonné d'ingérence dans l'enquête sur l'assassinat de la journaliste Daphne Caruana Galizia, le Premier ministre Joseph Muscat annonce sa démission pour janvier suivant[4].
- 2020 : 
  - Attaque du 1er décembre 2020 à Trèves (Allemagne), perpétrée par un dément ; 6 morts et 23 blessés.
  - Effondrement du radiotélescope d'Arecibo (Porto Rico)
- 2024 :
  - au Liechtenstein, 8e référendum de l'année qui concerne le régime de retraite des entreprises de l'État.
  - en Roumanie, second tour des élections parlementaires ou les sociaux-démocrates pro-européens arrivent en tête mais l’extrême droite confirme une forte percée[5].
  - prise de fonction de la Commission von der Leyen II[6].

## Arts, culture et religion
- 1832 : fondation par Charles Philipon du Charivari, premier quotidien illustré satirique du monde.
- 1924 : parution du premier numéro de la revue La Révolution surréaliste dirigée par Pierre Naville et Benjamin Péret[7].
- 1953 : sortie aux États-Unis du premier numéro de la revue érotique Playboy, avec Marilyn Monroe en première playmate dénudée en couleurs, magazine pour hommes dont la version papier au petit lapin bunny disparaîtra en mars 2020[8].
- 1986 : inauguration du musée d'Orsay, dans l'ancienne gare de Paris à Orsay.
- 1989 : le pape Jean-Paul II reçoit la visite de Mikhaïl Gorbatchev au Vatican.
- 1991 : l'acteur français Bruno Cremer succède à l'homme de cirque Jean Richard dans les versions télévisées francophones du rôle du commissaire Maigret de l'écrivain belge wallon Georges Simenon décédé fin 1989, reprise de rôle d'abord proposée à Julien Guiomar. Cremer endossera ce costume jusqu'en 2005[8].
- 1999 : le centre historique de Cuenca (Équateur) est inscrit au patrimoine mondial de l'UNESCO.

## Sciences et techniques
- 1913 :
  - mise en service du métro de Buenos Aires, premier système de métro dans l'hémisphère sud et en Amérique latine ;
  - Ford présente la première ligne d'assemblage mobile.
- 1960 : lancement du satellite soviétique Spoutnik 6.
- 1971 : découverte en Équateur de Georges le solitaire, seul spécimen vivant alors connu, de l'espèce Chelonoidis abingdonii.
- 1989 : lancement de l'observatoire spatial Granat.
- 1990 : jonction des tunnels de service du tunnel sous la Manche, entre France et Angleterre.
- 2020 : atterrissage réussi de la sonde spatiale chinoise Chang'e 5, visant à prélever des échantillons de la Lune dans l'océan des Tempêtes ; elle avait été lancée le 23 novembre[9].

## Économie et société
- 1885 : la boisson Dr Pepper est mise en vente pour la première fois, dans une pharmacie à Waco (Texas, États-Unis).
- 1904 : fin de l'Exposition universelle de cette année-là.
- 1919 : Nancy Astor est la première femme à siéger au sein du Parlement britannique.
- 1924 : naissance officielle de la brigade criminelle, en France.
- 1953 : lancement du premier numéro du magazine Playboy, avec Marilyn Monroe en couverture.
- 1990 : la vitesse maximale autorisée en agglomération en France est baissée à 50 km/h.
- 2001 : le Corralito est instauré par Domingo Cavallo, ministre argentin de l'Économie.
- 2002 : à Saint-Jacques-de-Compostelle (Galice, Espagne), 200 000 personnes, rassemblées à l'instigation de l'organisation Nunca Máis (es), réclament la démission dans la dignité des gouvernements galicien et espagnol, pour leur incompétence face à la crise du pétrolier Prestige.
- 2007 : près de Bayonne, le groupe terroriste ETA tue un policier espagnol et en blesse un autre.
- 2017 : en Iran, un séisme de magnitude 6,1 fait 51 blessés.
- 2024 : en république de Guinée, une bousculade survient durant un match de football lors du Tournoi de la refondation et fait 56 morts selon le gouvernement[10] mais 140 et 11 disparue selon le collectif des Organisations de défense des droits de l'homme[11],[12].

## Naissances

### XIesiècle
- 1081 : Louis VI le Gros, roi de France de 1108 à 1137 († 1er août 1137).
- 1083 : Anne Comnène (Άννα Κομνηνή), historienne byzantine († vers 1153).

### XVesiècle
- 1415 : Jan Długosz, historien et prêtre polonais († 19 mai 1480).
- 1438 : Pierre II de Bourbon, prince français († 10 octobre 1503).
- 1443 : Madeleine de Valois, reine de Navarre de 1479 à 1494 († 21 janvier 1495).
- 1466 : François Phébus, roi de Navarre de 1479 à 1483 († 30 janvier 1483).

### XVIesiècle
- 1521 : Takeda Shingen (武田 信玄), daimyo japonais († 13 mai 1573).
- 1525 : Tadeáš Hájek, médecin et astronome tchèque († 1er septembre 1600).
- 1530 : Bernardino Realino, jésuite italien († 2 juillet 1616).
- 1535 : Filippo Spinola, prélat italien († 20 août 1593).
- 1574 : Nicolas Coeffeteau, érudit, théologien et historien français († 21 avril 1623).
- 1580 : Nicolas-Claude Fabri de Peiresc, astronome et historien français († 24 juin 1637).

### XVIIesiècle
- 1623 : Christian-Louis Ier, duc de Mecklembourg-Schwerin († 21 juin 1692).
- 1640 : Ercole Mattioli, homme politique et diplomate italien († 1694).
- 1671 : John Keill, mathématicien écossais († 31 août 1721).
- 1690 :
  - Karl Philipp von Greiffenclau zu Vollrads, prince-évêque de Wurtzbourg de 1749 à 1754 († 25 novembre 1754).
  - Philip Yorke, 1er comte de Hardwicke, avocat et homme politique anglais, Lord chancelier du Royaume-Uni de 1754 à 1756 et de 1757 à 1762 († 6 mars 1764).

### XVIIIesiècle
- 1709 : François-Xavier Richter, chanteur, violoniste, compositeur et chef d'orchestre tchèque († 12 septembre 1789).
- 1710 : Michele Marieschi, peintre italien († 18 janvier 1744).
- 1716 : Étienne Maurice Falconet, sculpteur français († 24 janvier 1791).
- 1717 : Armand de Rohan-Soubise, cardinal français († 28 juin 1756).
- 1722 : Anna Louisa Karsch, poétesse allemande († 12 octobre 1791).
- 1726 : Eggert Ólafsson, explorateur et écrivain islandais († 30 mai 1768).
- 1729 : Giuseppe Sarti, compositeur italien († 28 juillet 1802).
- 1734 : Adam Kazimierz Czartoryski, écrivain et homme politique polonais († 19 mars 1823).
- 1743 : Martin Heinrich Klaproth, chimiste allemand († 1er janvier 1817).
- 1745 : José Romero, matador espagnol († 23 septembre 1826).
- 1751 :
  - Johan Henric Kellgren, écrivain suédois († 20 avril 1795).
  - Charles-Philippe Ronsin, dramaturge et militaire français († 24 mars 1794).
- 1761 : Marie Tussaud, française, fondatrice du musée de cire (dit « Madame Tussaud ») de Londres († 16 avril 1850).
- 1781 :
  - Charles Philippe Lafont, violoniste et compositeur français († 23 août 1839).
  - William Parker, 1er baronnet de Shenstone, amiral britannique († 13 novembre 1866).
- 1792 : Nikolaï Ivanovitch Lobatchevski (Николай Иванович Лобачевский), mathématicien et géomètre russe († 24 février 1856).
- 1800 : Mihály Vörösmarty, poète hongrois († 19 novembre 1855).

### XIXesiècle
- 1801 : Lorenzo Barili, prélat italien († 8 mars 1875).
- 1803 : Luis de la Lastra y Cuesta, prélat espagnol († 5 mai 1876).
- 1806 :
  - Carlo Bini (it), écrivain italien († 12 novembre 1842).
  - Felice Le Monnier, éditeur italien († 27 juin 1884).
- 1807 : Andrea Cariello (it), sculpteur et graveur italien († 1870).
- 1816 : Tiberio Sergardi (it), homme politique italien († 12 février 1886).
- 1819 : Philipp Krementz, prélat allemand († 6 mai 1899).
- 1820 : Carlo Prinetti (it), homme politique italien († 21 octobre 1911).
- 1821 :
  - Achille Argentino, patriote et homme politique italien († 8 janvier 1903).
  - Pietro Frattini, patriote italien († 19 mars 1853).
- 1823 :
  - Ignazio Di Sortino Specchi Gaetani (it), homme politique italien († 28 avril 1899).
  - Ernest Reyer, compositeur français († 15 janvier 1909).
  - Karl Schenk, homme politique suisse († 18 juillet 1895).
- 1825 : Evgeny Ivanovitch Lamansky (it) (Евгений Иванович Ламанский), banquier russe († 31 janvier 1902).
- 1826 : Sereno Watson, botaniste américain († 9 mars 1892).
- 1827 : John Medley Wood, botaniste sud-africaine († 26 août 1915).
- 1829 : Armand Baschet, littérateur, journaliste et polémiste français († 26 janvier 1886).
- 1831 :
  - Marie-Amélie de Bragance, princesse brésilienne († 4 février 1853).
  - Thomas-Marie Fusco, prêtre italien († 24 février 1891).
- 1838 : Louis-Simon Dereure, les travailleurs français († 17 juillet 1900).
- 1841 : Lorenzo Bellini (it), archiviste italien († 18 juillet 1911).
- 1843 : George Carnegie, 9e comte de Northesk (en), noble et militaire écossais († 9 septembre 1891).
- 1844 : Alexandra de Danemark, reine consort du Royaume-Uni de 1901 à 1910 († 20 novembre 1925).
- 1846 : Ledi Sayadaw, moine bouddhiste et philosophe birman († 27 juin 1923).
- 1847 : Julia Ann Moore (en), poétesse américaine († 5 juin 1920).
- 1848 : Francesco Compagna (it), homme politique italien († 17 janvier 1925).
- 1849 : Pietro Sormani (it), homme d'affaires et politique italien († 19 août 1934).
- 1860 : Giovanni « Nino » Tamassia (it), juriste et homme politique italien († 11 décembre 1931).
- 1861 :
  - Édouard Imbeaux, ingénieur et médecin français († 25 juin 1943).
  - Carl Legien, syndicaliste et homme politique allemand († 26 décembre 1920).
- 1863 : Qasim Amin (قاسم أمين), juriste et écrivain égyptien († 22 avril 1908).
- 1864 : Carsten Borchgrevink, explorateur norvégien († 21 avril 1934).
- 1865 : David Carnegie, 10e comte de Northesk (en), noble et homme politique écossais († 5 décembre 1921).
- 1866 :
  - Victor Margueritte, écrivain français († 23 mars 1942).
  - Martin Formanack (en), rameur américain († 1er novembre 1947).
- 1867 :
  - Roberto Alessandri (it), chirurgien et homme politique italien († 8 août 1948).
  - Ignacy Mościcki, chimiques et homme politique polonais († 2 octobre 1946).
- 1869 : Eligiusz Niewiadomski, peintre et critique polonais († 31 janvier 1923).
- 1870 : Artur Ivens Ferraz, homme politique portugais, Premier ministre du Portugal de 1929 à 1930 († 16 janvier 1933).
- 1871 : Archibald Campbell « Archie » MacLaren, joueur de cricket anglais († 17 novembre 1944).
- 1872 : Gerard Swope (en), homme d'affaires américain († 20 novembre 1957).
- 1873 : Charles Ruijs de Beerenbrouck, homme politique néerlandais, président du Conseil des ministres des Pays-Bas de 1918 à 1925 puis de 1929 à 1933 († 17 avril 1936).
- 1877 : 
  - Corrado Barbagallo, historien italien († 16 avril 1952).
  - Aurelia Gutiérrez-Cueto Blanchard, professeure espagnole assassinée par les nationalistes († 24 août 1936).
- 1878 :
  - William Frank (en), athlète américain († 31 mars 1965).
  - Axel von Freytagh-Loringhoven (it), homme politique allemand († 28 octobre 1942).
  - Ali Hubert (it), costumier autrichien († 1er juin 1940).
  - Rudolf Walden, homme politique, homme d'affaires et général finlandais († 25 octobre 1946).
- 1879 : Erminio Sipari, naturaliste, écologiste et homme politique italien († 28 janvier 1968).
- 1880 :
  - Carl Skottsberg, botaniste et explorateur suédois († 14 juin 1963).
  - Thomas Griffith Taylor, géologue, anthropologue et explorateur britannique († 5 novembre 1963).
  - Joseph Trumpeldor (Иосиф Трумпельдор), militaire russe († 1er mars 1920).
- 1881 : Bruto Castellani, acteur italien du cinéma muet († 19 janvier 1933).
- 1882 : Armida Barelli, militant italien († 15 août 1952).
- 1883 :
  - Henry Cadbury, historien américain, érudit et universitaire († 7 octobre 1974).
  - Luigi Ganna, cycliste sur route italien († 2 octobre 1957).
- 1884 :
  - Francesco Cecioni (it), mathématicien italien († 30 septembre 1968).
  - Hans Eicke, athlète allemand († 22 août 1947).
  - Thomas Hayes Hunter, réalisateur et scénariste américain († 14 avril 1944).
  - Armand Massard, escrimeur français († 8 avril 1971).
  - Torben Meyer, acteur dano-américain († 22 mai 1975).
  - Karl Schmidt-Rottluff, peintre et graveur allemand († 10 août 1976).
- 1885 :
  - Giacomo di Belsito (it), journaliste, écrivain et traducteur italien († 1er décembre 1939).
  - Siro Penagini (it), peintre italien († 1952).
- 1886 :
  - Giuseppe Basile (it), homme politique et avocat italien († 23 janvier 1977).
  - Alberto Ceresoli (it), footballeur italien († date inconnue).
  - Zhu De (朱德), général et homme politique chinois († 6 juillet 1976).
  - Rex Stout, auteur et poète américain († 27 octobre 1975).
- 1887 :
  - Vito Maria Buscaino (it), psychiatre italien († 29 avril 1978).
  - Fletcher Hanks, dessinateur américain († 22 janvier 1976).
  - Bonaventura « Joseph » Pinzolo (it), criminel italien († 5 septembre 1930).
- 1888 :
  - Franco Becci (it), acteur italien († 5 novembre 1951).
  - Erik Börjesson (en), footballeur suédois († 17 juillet 1983).
  - Benjamin Crémieux, écrivain et critique littéraire français († 14 avril 1944).
- 1889 :
  - Vittorio Emanuele Bravetta (it), poète, écrivain et journaliste italien († 24 décembre 1965).
  - Hjalmar Christoffersen, footballeur danois († 28 décembre 1966).
  - Zvee Scooler, acteur ukraino-américain († 25 mars 1985).
- 1890 : Etta McDaniel, actrice américaine († 13 janvier 1946).
- 1891 :
  - James Bell, acteur américain († 26 octobre 1973).
  - Götrik Frykman (it), footballeur suédois († 7 avril 1948).
- 1892 :
  - Walter Bathe, nageur allemand († 21 septembre 1959).
  - Otho Lovering, éditeur et réalisateur américain († 25 octobre 1968).
  - Eemil Luukka, homme politique finlandais († 1er juin 1970).
  - Cezar Petrescu, écrivain, journaliste et traducteur roumain († 9 mars 1961).
  - Felix Pollaczek, mathématicien autrichien († 29 avril 1981).
- 1893 :
  - Yves Barbier, ingénieur et résistant français († 19 août 1944).
  - Ernst Toller, écrivain allemand († 22 mai 1939).
- 1894 :
  - Afrânio Pompílio Gastos do Amaral, herpétologiste brésilien († 29 novembre 1982).
  - Robert Friedrich Wilhelm Mertens, herpétologiste allemand († 23 août 1975).
- 1895 :
  - Blas Taracena Aguirre (en), archéologue espagnol († 1er février 1951).
  - Fedele Piras (it), militaire italien († 9 janvier 1971).
  - Robert Ernst Wilhelm « Aribert » Wäscher, acteur allemand († 14 décembre 1961).
  - Henry Williamson, agriculteur, soldat et auteur anglais († 13 août 1977).
- 1896 :
  - Eugen Dasovic (it), footballeur yougoslave († 7 février 1980).
  - Gueorgui Joukov (Георгий Константинович Жуков), maréchal soviétique († 18 juin 1974).
  - Ethel Shutta, actrice et chanteuse américaine († 5 février 1976).
- 1897 :
  - Miguel Fleta, ténor espagnol († 29 mai 1938).
  - Bernardo Perin (it), footballeur italien († 18 avril 1964).
  - Cyril Ritchard, acteur et chanteur australien-américain († 18 décembre 1977).
- 1898 :
  - Karel Feller (it), footballeur tchécoslovaque († 1991).
  - Stuart Garson, avocat et homme politique canadien, Premier ministre du Manitoba de 1943 à 1948 († 5 mai 1977).
  - Agustín Magaldi, chanteur argentin († 8 septembre 1938).
  - Cesare Pascoletti (it), ingénieur italien († 26 juin 1986).
- 1899 :
  - Eileen Agar, artiste anglais († 17 novembre 1991).
  - Gaetano « Tommy » Lucchese, criminel italien († 13 juillet 1967).
- 1900 :
  - Giovanni Giacone, footballeur italien († 1er avril 1964).
  - Pier Carlo Landucci (it), prélat italien († 28 mai 1986).

### XXesiècle
- 1901 :
  - William H. Daniels, directeur de la photographie américaine († 14 juin 1970).
  - Ilona Feher, violoniste et éducatrice hongro-israélienne († janvier 1988).
  - Marcel Reine, aviateur français († 27 novembre 1940).
  - Charles Tunnicliffe, artiste et ornithologue anglais († 7 février 1979).
- 1902 :
  - Morris Hiram « Red » Badgro (en), joueur américain de football américain († 13 juillet 1998).
  - Harold Goodwin, acteur américain († 12 juillet 1987).
  - Jane Sourza (Jeanne Élise Sourzat dite), actrice française et animatrice de radio († 3 juin 1969).
- 1903 :
  - Raymond de Meester de Betzenbroeck, sculpteur belge († 30 novembre 1995).
  - Vincenzo Cilento (it), professeur et religieux italien († 7 février 1980).
  - Takiji Kobayashi (小林 多喜二), écrivain japonais († 20 février 1933).
  - Alfredo Rocchi (it), footballeur italien († 8 juin 1982).
  - Nikolaï Voznessenski (Никола́й Алексе́евич Вознесе́нский), économiste russe († 1er octobre 1950).
- 1904 : Francesco Franzoni (it), footballeur italien († 28 avril 2002).
- 1905 :
  - Guy Holmes (en), footballeur anglais († 22 novembre 1967).
  - Zefferino Tomè (it), homme politique italien († 4 mars 1979).
  - Alexander « Alex » Wilson, athlète canadien († 10 décembre 1994).
  - Clarence Zener, physicien américain († 15 juillet 1993).
- 1906 :
  - André Brugerolle, homme politique français († 12 janvier 1997).
  - Guido Ceccherini (it), homme politique italien († 22 juin 1985).
- 1907 :
  - Francesco Cataldo (it), homme politique italien († 19 mars 1969).
  - Joel Fluellen, acteur américain († 2 février 1990).
  - Luigi Gioacchino Nebbia (it), footballeur italien († 24 janvier 1997).
  - Nereo Pasquali (it), footballeur italien († 8 septembre 1983).
- 1908 :
  - Helen Badgley, actrice américaine († 25 octobre 1977).
  - Giacomo Crismani (it), footballeur italien († 1984).
  - Ernesto de Martino, ethnologue, anthropologue et historien des religions italien († 6 mai 1965).
  - Hideo Sekigawa (関川秀雄), réalisateur japonais († 16 décembre 1977).
- 1909 :
  - Franz Bardon, ésotériste tchèque († 10 juillet 1958).
  - Lodovico Barbiano di Belgiojoso (it), architecte et designer italien († 10 avril 2004).
  - Karel Burkert, footballeur tchécoslovaque († 26 mars 1991).
  - Hans-Heinrich Sievert, athlète allemand († 5 avril 1969).
- 1910 :
  - Agostino « Tino » Carraro, acteur italien († 12 janvier 1995).
  - Alicia Markova (Lilian Alicia Marks dite), danseuse britannique († 2 décembre 2004).
  - Džems Raudziņš, basketteur letton († 13 décembre 1979).
  - Louis Slotin, physicien canadien († 30 mai 1946).
- 1911
  - Walter Alston, gérant de baseball américain († 1er octobre 1984).
  - Franz Binder, footballeur et entraîneur autrichien († 24 avril 1989).
  - Gueorgui Glazkov, footballeur et entraîneur russe († 18 novembre 1968).
  - Calvin Griffith (en), homme d'affaires canado-américain († 20 octobre 1999).
  - Federico Patellani photographe italien († 10 février 1977).
  - Pasquale Viganò (it), footballeur et entraîneur italien.
- 1912 :
  - Giuseppe Ferrari (it), professeur, magistrat et juriste italien († 29 janvier 1999).
  - Karl Kainberger, footballeur autrichien († 17 décembre 1997).
  - Umberto Milani (it), sculpteur et peintre italien († 5 décembre 1969).
  - Minoru Yamasaki, architecte américain († 7 février 1986).
- 1913 :
  - Mary Ainsworth, psychologue canadienne († 21 mars 1999).
  - Savino Bellini, lfootballeur et entraîneur italien († 6 novembre 1974).
  - Aldo Borlenghi (it), poète et critique littéraire italien († 1976).
  - Bertram Clements (en), footballeur anglais († juillet 2000).
  - Norman Leavitt (it), acteur américain († 11 décembre 2005).
  - Mary Martin, actrice et chanteuse américaine († 3 novembre 1990).
  - Murray Tyrrell (it), homme politique australien († 13 juillet 1994).
- 1914 : Knud Børge Andersen, homme politique danois († 23 mars 1984).
- 1915 :
  - Aldo Baldini (it), amiral italien († 12 novembre 1999).
  - Alfonso Vinci (it), alpiniste, explorateur partisan, géologue et écrivain italien († 12 avril 1992).
  - Frederick Weber (en), escrimeur américain († 17 février 1994).
- 1916 :
  - Alan Boxer (en), militaire néo-zélandais († 26 avril 1998).
  - Wan Li (万里), éducateur et homme politique chinois († 15 juillet 2015).
  - Ubaldo Ragona, réalisateur et scénariste italien († 15 août 1987).
  - Prudencio « Pruden » Sánchez, footballeur espagnol († 25 février 1998).
  - Sergio Trevisan (it), footballeur italien († 22 novembre 1978).
- 1917 :
  - Thomas Howard (en), ténor américain († 2 février 1995).
  - Marty Marion (en), joueur de baseball américain († 15 mars 2011).
  - John Merivale, acteur britannique († 6 février 1990).
  - Erwin Theodore « Erv » Prasse (en), basketteur américain († 18 juin 2005).
  - Joanne Siegel (en), mannequin américain († 12 février 2011).
  - William Tracy, acteur américain († 18 juillet 1967).
- 1918 :
  - Luigi « Gigi » Balliste, acteur de italien († 2 août 1980).
  - Hans Heibach (en), footballeur allemand († 6 août 1970).
  - Maurice Huet, escrimeur français († 8 juin 1991).
  - Dale Morey (it), joueur et entraîneur de basket-ball et golfeur américain († 14 mai 2002).
  - Shunpei Uto (鵜藤 俊平), nageur japonais († dans les années 2010).
- 1919 :
  - Fernando Gualtieri (it), footballeur italien.
  - Antonio Mazza (it), prélat italien († 16 mars 1998).
  - Júlio Correia da Silva, footballeur portugais († 18 mars 2010).
- 1920 :
  - Lê Đức Anh, militaire et homme politique vietnamien, président de la république socialiste du Viêt Nam de 1992 à 1997 († 22 avril 2019).
  - Semion Fourman (Семён Абрамович Фурман), joueur d'échecs soviétique († 17 mars 1978).
  - Peter Baptist Tadamaro Ishigami (en) (ペトロ・バプティスタ石神忠真郎), prélat japonais († 25 octobre 2014).
  - Francesco Libonati (scultore) (it), sculpteur et designer italien († 15 décembre 2017).
  - Pierre Poujade, homme politique français († 27 août 2003).
  - Omero Urilli (it), footballeur italien († 10 février 2003).
- 1921 :
  - Giovanni Colombelli (it), footballeur italien.
  - Francesco Fossa (it), homme d’affaires et politique italien († 11 mars 1992).
  - Vernon McGarity (en), militaire américain († 21 mai 2013).
  - Giulio Geroli (it), joueur et entraîneur de basket-ball italien († 27 janvier 2012).
  - Aad de Jong (it), footballeur néerlandais († 29 août 2003).
  - Corrado Zorzin (it), footballeur italien.
- 1922 :
  - Albertine Baclet, femme politique française.
  - Vsevolod Bobrov (Всеволод Михайлович Бобров), hockeyeur et footballeur russe († 1er juillet 1979).
  - Charles Gérard (de son vrai nom Gérard Adjémian), acteur, réalisateur et scénariste français d'origine arménienne († 19 septembre 2019).
  - Nikita Kourichine (it) (Никита Фёдорович Кури́хин), réalisateur soviétique († 6 juillet 1968).
  - Bruno Maier (it), critique littéraire, écrivain et professeur d'italien († 27 décembre 2001).
  - Miomir Petrović (it), footballeur yougoslave († 26 novembre 2002).
  - Paul Picerni, acteur américain († 12 janvier 2011).
- 1923 :
  - Luigi « Gigi » Cichellero (it), compositeur et chef d'orchestre italien († 15 décembre 1979).
  - Sante Graciotti (it), linguiste et slaviste italien († 17 octobre 2021).
  - William Fouts House, médecin américain († 7 décembre 2012).
  - Morris (Maurice de Bevere dit), dessinateur de bandes dessinées belge († 17 juillet 2001).
  - Dick Shawn, acteur américain († 17 février 1987).
  - Ferenc Szusza, footballeur et entraîneur hongrois († 1er août 2006).
  - Stansfield Turner, militaire américain, directeur de la CIA de 1977 à 1981 († 18 janvier 2018).
- 1924 :
  - Masao Horiba (en) (堀場 雅夫), homme d'affaires japonais († 14 juillet 2015).
  - Györgyi Marvalics-Székely (en), escrimeur hongrois († 18 juillet 2002).
  - Shaitan Singh (en) (शैतान सिंह), militaire indien († 18 novembre 1962).
  - Pan Wenzhan (潘文展), cinéaste chinois du remake de l'adaptation au cinéma du ballet "Le Détachement féminin rouge"[13].
- 1925 :
  - Bruce Graham, architecte colombien († 6 mars 2010).
  - Martin Rodbell, biochimiste et endocrinologue américain, prix Nobel de physiologie ou médecine en 1994 († 7 décembre 1998).
  - Giacomo Tamburino (it), médecin italien († 8 février 2022).
- 1926 :
  - Mère Antonia (en) (Antonia Brenner dite), religieuse et militante américano-mexicaine († 17 octobre 2013).
  - René Caron, acteur québécois († 16 juillet 2016).
  - Mario Ghirardi (it), footballeur italien.
  - Allyn Ann McLerie, actrice, chanteuse et danseuse canado-américaine († 21 mai 2018).
  - Keith Michell, acteur australien († 20 novembre 2015).
  - Mieczyslaw Rakowski, homme politique polonais († 8 novembre 2008).
  - John Simonelli (it), scénariste et réalisateur italien du film († 17 novembre 2007).
  - Robert Symonds (en), acteur américain († 23 août 2007).
  - Colin Tennant, 3e baron Glenconner, homme d'affaires écossais († 27 août 2010).
  - Anna Vita (it), actrice italienne († 27 décembre 2009).
- 1927 :
  - Adolfo Atienza (es), footballeur espagnol († 9 juillet 2008).
  - Micheline Bernardini, danseuse (nue) et mannequin française, première femme à défiler officiellement en bikini vers 1946.
  - Anna Gabriella Ceccatelli (it), journaliste et femme politique italienne († 21 février 2001).
  - Abby Mann (Abraham Goodman dit), scénariste américain († 25 mars 2008).
- 1928 :
  - Arild Andresen (en), footballeur norvégien († 27 décembre 2008).
  - Bruno Camporese (it), footballeur et entraîneur italien († 29 mai 2017).
  - Fred Bernard « Sarge » Ferris (en), joueur de poker américain († 12 mars 1989).
  - Emily McLaughlin (en), actrice américaine († 26 avril 1991).
  - Chuck Low (en), acteur américain († 18 septembre 2017).
  - Lidia Martorana (it), chanteuse italienne († 8 aout 2018).
  - Giacomo Scotti (it), écrivain, journaliste et traducteur italien.
  - Malachi Throne, acteur américain († 13 mars 2013).
- 1929
  - David Doyle, acteur américain († 26 février 1997).
  - Alfred Moisiu, militaire et homme politique albanais, président de la république d’Albanie de 2002 à 2007.
  - Valentino Valli, footballeur italien († 16 février 2022).
- 1930 :
  - Marie Bashir, psychiatre, universitaire et femme politique australienne, gouverneure de la Nouvelle-Galles du Sud de 2001 à 2014.
  - Joachim Hoffmann, historien et auteur allemand († 8 février 2002).
  - William McGill « Bill » Kenville, basketteur américain († 19 juin 2018).
  - Matt Monro, chanteur britannique († 7 février 1985).
  - Riccardo Toros, footballeur italien († 27 juin 2001).
- 1931 :
  - Rajko Kuzmanović (Рајко Кузмановић), homme politique bosnien, président de la république serbe de Bosnie de 2007 à 2010.
  - Jimmy Lyons, saxophoniste américain († 19 mai 1986).
  - William Charles « Willie » Marshall, hockeyeur sur glace canadien.
  - George Maxwell Richards, homme politique et ingénieur trinidadien, président de la république de Trinité-et-Tobago de 2003 à 2013 († 8 janvier 2018).
  - Jim Nesbitt (en), chanteur-compositeur et guitariste américain († 29 novembre 2007).
- 1932 :
  - Stéphane Bruey, footballeur français († 31 août 2005).
  - Eugenio Fantini (it), footballeur et entraîneur italien († 12 février 2016).
  - Milunka Lazarević, joueuse d'échecs et journaliste serbe († 15 décembre 2018).
  - John Richardson (en), homme politique, professeur et militaire canadien († 2 juin 2010).
- 1933 :
  - Zdeněk Bobrovský, basketteur et entraîneur tchécoslovaque († 21 novembre 2014).
  - Pietro Brollo (it), archevêque catholique italien († 5 décembre 2019).
  - Leandro Castellani (it), réalisateur italien.
  - Eduardo Dualde, hockeyeur sur gazon espagnol († 12 juin 1989).
  - Giuliano Esperati (it), acteur italien.
  - Costantino Fittante (it), professeur et homme politique italien († 19 novembre 2021).
  - Louis Allen « Lou » Rawls, chanteur américain († 6 janvier 2006).
  - Francisco Lopez « Curro » Romero, matador espagnol.
  - Violette Verdy (Nelly Armande Guillerm dite), danseuse française († 8 février 2016).
  - James Wolfensohn, escrimeur, économiste et banquier australien († 25 novembre 2020).
- 1934 :
  - Billy Paul (Paul Williams dit), chanteur américain († 24 avril 2016).
  - Guido Rossa, ouvrier et syndicaliste italien († 24 janvier 1979).
- 1935 :
  - Woody Allen (Allan Stewart Konigsberg dit), homme de cinéma américain.
  - Muriel Costa-Greenspon (en), mezzo-soprano américaine († 26 décembre 2005).
  - Giuseppe Decollanz (it), agent public, éducateur et écrivain italien († 8 juin 2012).
  - Concetto Pozzati (it), peintre italien († 1er août 2017).
  - Amedeo Tommasi, pianiste italien († 13 avril 2021).
- 1936 :
  - Rinaldo Fabris (it), prêtre, bibliste et théologien italien († 9 octobre 2015).
  - Igor Rodionov (Игорь Николаевич Родионов), militaire et homme politique russe, ministre de la Défense de 1996 à 1997 († 19 décembre 2014).
  - André Warusfel, professeur, inspecteur général et historien des mathématiques français († 6 juin 2016).
- 1937 :
  - Mario Ludovico Bergara, footballeur uruguayen († 28 février 2001).
  - Muriel Costa-Greenspon (en), soprano et actrice américaine († 26 décembre 2005).
  - Gordon Crosse, compositeur anglais († 21 novembre 2021).
  - Mino Damato (it), journaliste, présentateur de télévision et homme politique italien († 16 juillet 2010).
  - Alan Ralph Millard (en), assyriologue britannique.
  - Vaira Vīķe-Freiberga, psychologue et femme politique letton, présidente de la république de Lettonie de 1999 à 2007.
- 1938 :
  - Richard Dürr, footballeur suisse († 30 mai 2014).
  - Néstor García Canclini, anthropologue argentin.
  - Carlos Garnett (en), saxophoniste panaméen.
  - Anna Mazzamauro, actrice italienne.
  - Sander « Sandy » Nelson, batteur américain († 14 février 2022).
  - Alberto Oliverio, médecin et biologiste italien.
- 1939 :
  - Sergio Lombardo (it), artiste italien.
  - Giovanni Mazzonetto (it), homme politique italien.
  - Walt Simon (en), basketteur américain († 10 octobre 1997).
  - Lee Trevino, golfeur américain.
- 1940 :
  - Michael Henry « Mike » Denness (en), joueur de cricket écossais († 19 avril 2013).
  - Il Guardiano del Faro (it), ou le gardien de phare (Federico Monti Arduini dit), auteur-compositeur-interprète et musicien italien.
  - Minori Matsushima (it) (松島みのり, doubleuse japonaise († 8 avril 2022).
  - Richard Pryor, acteur et humoriste américain († 10 décembre 2005).
  - Alain Scoff, fantaisiste, scénariste, auteur de théâtre et écrivain français († 20 janvier 2013).
  - Fernand Urtebise, entraîneur d'athlétisme de haut niveau français.
  - Tasso Wild (en), footballeur allemand.
- 1941 :
  - Franco Di Giuseppe (it), homme politique italien († 25 septembre 2021).
  - Federico Faggin, physicien, inventeur, informaticien et homme d’affaires italien.
  - José Antonio Latorre (it), footballeur espagnol et basque.
  - Guido Peruz (it), collectionneur d'art italien.
  - Shun'ichi Yukimuro (it) (雪室俊一), dessinateur et scénariste japonais.
- 1942 :
  - (ou 15 mai 1935 ?), Mohamed Kamel Amr (محمد کامل عمرو), homme politique égyptien, ministre des Affaires étrangères de 2001 à 2013.
  - John Clauser, physicien américain.
  - John Crowley, auteur américain.
  - Marcello Diomedi (it), footballeur italien († 25 septembre 2021).
  - Ross Edwards (en), joueur de cricket australien.
  - Memmo Foresi (it), auteur, compositeur et producteur de disques italien († 15 aout 2016).
  - Robert James Albert « Bob » Wall, joueur de hockeyeur sur glace canadien.
- 1943 :
  - Bernard Blanchet, footballeur français.
  - Ortrun Enderlein, lugeuse allemande.
  - Finn Kydland, économiste norvégien, prix Nobel d'économie 2004.
  - Kenneth Clark « Kenny » Moore (en), athlète et journaliste américain.
  - Nicholas Negroponte, informaticien américain.
  - Antonio Tomassini (it), homme politique et médecin italien.
- 1944 :
  - Pierre Arditi, acteur français.
  - Tahar Ben Jelloun, écrivain français d'origine marocaine, co-juré de l'Académie Goncourt.
  - Eric Bloom, chanteur-compositeur-interprète et guitariste américain.
  - Noëlle Boisson, éditrice française.
  - Salvador Cañellas (es), motocycliste espagnol.
  - John Densmore, musicien américain du groupe The Doors.
  - Michael Hagee (en), général américain.
  - Nicandro Izzo (it), policier italien († 31 janvier 1983).
  - Daniel Pennac écrivain français.
- 1945 :
  - Gianmario Balzarini (it), psychothérapeute italien († 4 août 1986).
  - Bethany Ann « Bette » Midler, actrice, chanteuse américaine.
  - Norberto Oliosi, athlète italien.
  - Ennio Peres (it), cruciverbiste et créateur de jeux italien.
  - Bruno Venturini (it) (Bonaventura Esposito dit), chanteur italien.
  - William Louis « Bill » Wallace, artiste martial, karatéka et acteur américain.
- 1946 :
  - Germana Dominici, actrice et doubleuse italienne.
  - Dale Furutani, écrivain américain.
  - Jonathan Katz, acteur américain.
  - Kemal Kurspahić (en), journaliste et auteur bosniaque.
  - Serge Le Tendre, scénariste de bandes dessinées français.
  - James Claude « Jim » McKenny, hockeyeur sur glace canadien.
  - Gilbert O'Sullivan (Raymond Edward O'Sullivan dit), auteur-compositeur et interprète irlandais.
  - Ladislav Petráš, footballeur tchécoslovaque.
  - Ri Ho-jun, tireur sportif nord-coréen, champion olympique.
- 1947 :
  - Alain Bashung (Alain Baschung dit), chanteur français († 14 mars 2009).
  - Elizabeth Baur, actrice américaine († 30 septembre 2017).
  - Henri Bréchu, skieur alpin français.
  - Gerald Bruneau (it), photographe français.
  - Carlo Constantini (it), joueur de curling italien.
  - Joaquim Dinis, footballeur portugais.
  - Robert « Bob » Fulton, joueur et entraîneur de rugby et commentateur australien.
  - René Malleville, personnalité médiatique et patron de bar français supporter de l'OM à Marseille († 19 septembre 2021).
  - Mauro Pasqualini (it), footballeur italien.
  - Andrew George « Andy » Ripley, joueur de rugby et homme d’affaires anglais († 17 juin 2010).
- 1948 :
  - Luciano Re Cecconi, footballeur italien († 18 janvier 1977).
  - Mariangela Cerrino (it), écrivaine italienne.
  - Eva Evdokimova, danseuse américaine († 3 avril 2009).
  - Ian Fletcher, joueur de tennis australien.
  - George Foster, joueur de baseball américain.
  - Remo Girone (it), acteur italien.
  - James McClelland (it), universitaire américain.
  - Sarfraz Nawaz (en) (سرفراز نواز ملک), joueur de cricket et homme politique pakistanais.
  - Gaetano Di Pierro (it), évêque catholique italien.
  - John Roskelley, alpiniste et auteur américain.
  - Guy Tunmer, pilote automobile sud-africain († 1er juin 1999).
  - Neil Warnock, footballeur et entraîneur anglais.
  - Nicholas Thomas Wright, évêque et érudit anglais.
  - Patrick Ibrahim Yakowa, fonctionnaire et homme politique nigérian, gouverneur de l'État de Kaduna de 2010 à 2012 († 15 décembre 2012).
- 1949 :
  - Colleen Brennan, actrice pornographique américaine.
  - Jan Brett (en), auteure et illustratrice américaine.
  - Pablo Escobar, trafiquant de drogue colombien († 2 décembre 1993).
  - Stephen Kaplan (en), escrimeur américain.
  - Sebastián Piñera, homme d'affaires et politique chilien, président de la république du Chili de 2010 à 2014, puis de 2018 à 2022 († 6 février 2024).
- 1950 :
  - Manju Bansal (en), biologiste indienne.
  - Ross Hannaford (en), chanteur-compositeur et guitariste australien († 8 mars 2016).
  - Daniel Hétu, pianiste canadien († 8 janvier 2008).
  - Richard Keith (en), acteur et musicien américain.
  - Ueli Maurer, homme politique suisse, président de la Confédération suisse en 2013.
  - Gary Panter, peintre et illustrateur américain.
  - Otto Pérez Molina, militaire et homme politique guatémaltèque, président de la république du Guatemala de 2012 à 2015.
  - Filippos Petsalnikos (en) (Φίλιππος Πετσάλνικος), avocat et homme politique grec, plusieurs fois ministre.
  - Patrizia Webley (Patrizia De Rossi dite), actrice italienne.
- 1951 :
  - Obba Babatundé, acteur, réalisateur et producteur américain.
  - Richard Hobert (en), réalisateur et scénariste suédois.
  - Vincenzo Di Mauro (it), archevêque catholique italien.
  - Aleksandr Panaïotov Aleksandrov (Александър Панайотов Александров), spationaute bulgare.
  - John Francis Anthony « Jaco » Pastorius III, bassiste de jazz américain († 21 septembre 1987).
  - Richard Treat Williams, acteur américain.
  - Vittorio Zambardino (it), journaliste italien.
- 1952 :
  - Jeffrey Joseph « Jeff » Bzdelik, entraîneur de basket-ball américain.
  - Egidio Calloni (it), footballeur et entraîneur italien.
  - Giovanni Florido (it), homme politique italien.
  - Stephen Poliakoff, réalisateur, producteur et dramaturge anglais.
  - Richard Lynn « Rick » Scott, homme politique américain, gouverneur de la Floride depuis 2011.
  - Mindaugas Urbaitis (it), compositeur lituanien.
  - Daniel Dean « Dan » Warthen, joueur et instructeur de baseball américain.
- 1953 :
  - Barbara Brezigar (en), juriste et femme politique slovène, ministre de la Justice en 2000 et procureure générale de 2005 à 2011.
  - Antoine de Caunes, animateur français de télévision et de radio, fantaisiste, comédien, cinéaste.
- 1954 :
  - Tedj Bensaoula (تاج بن سحاولة), footballeur et entraîneur algérien.
  - Alan Dedicoat (en), journaliste anglais.
  - Robert Kuehl « Bob » Goen, animateur de télévision américain.
  - Judith Hackitt (en), chimiste et ingénieur anglais.
  - Annette Haven (Annette Martin dite), actrice de films pornographiques américaine.
  - Karl-Heinz Körbel, footballeur et entraîneur allemand.
  - Srebrenko Repčić (en) (Cpeбpeнкo Peпчић), footballeur yougoslave.
  - Daniel Ernest « Dan » Schatzeder, joueur de baseball américain.
  - François Van der Elst, footballeur belge († 11 janvier 1917).
- 1955 :
  - Veikko Aaltonen, acteur, réalisateur et scénariste finlandais.
  - Viviane Katrina Louise « Viv » Albertine, chanteuse, guitariste et compositrice britannique.
  - Cyrielle Clair (Cyrielle Besnard dite), actrice française.
  - Verónica Forqué, actrice espagnole.
  - Azar Nafisi (آذر نفیسی), écrivaine iranienne.
  - Olivier Rouyer, footballeur et entraîneur français.
  - Patrick Gerard « Pat » Spillane, footballeur irlandais.
  - Karen Tumulty (en), journaliste américaine.
- 1956 :
  - Carlos Cámara Jr., acteur vénézuélien.
  - Claire Chazal, journaliste de télévision française.
  - Lamberto Cremonesi (it), ingénieur italien.
  - Julee Cruise, chanteuse-compositrice, musicienne et actrice américaine.
  - Vito Graziani (it), footballeur et entraîneur de football italien.
  - James Hardy, basketteur américain.
  - William « Billy » Stark (en), footballeur et entraîneur écossais.
- 1957 :
  - Rino Francescato, joueur de rugby italien.
  - Christopher «Chris » Poland, guitariste et compositeur américain.
  - Deep Roy (Mohinder Purba dit), acteur et cascadeur kényan.
  - Mary Vesta Williams, chanteuse-compositrice et actrice américaine († 22 septembre 2011).
- 1958 :
  - Javier Aguirre, footballeur et entraîneur mexicain.
  - Kwesi Ahoomey-Zunu, homme politique togolais, Premier ministre du Togo de 2012 à 2015.
  - Graeme Brewer, nageur australien.
  - Candace Bushnell, journaliste et auteure américaine.
  - Alberto Cova, athlète italien.
  - Lisa Fischer, chanteuse-compositrice américaine.
  - Gary Peters, militaire et homme politique américain.
  - Yanko Rusev, haltérophile bulgare, champion olympique.
  - Charlene Tilton, actrice américaine.
- 1959 :
  - Billy Childish (Steven John Hamper dit), chanteur-compositeur-interprète, guitariste et peintre anglais.
  - Vital Corbellini (it), évêque catholique brésilien.
  - Anne Ducros, chanteuse de jazz française.
  - Neil Gershenfeld, universitaire américain.
  - Per-Mathias Høgmo, footballeur et entraîneur norvégien.
  - Steve Jansen (Stephen Batt dit), batteur britannique.
  - Walter James «Wally » Lewis, joueur et entraîneur de rugby australien.
  - Loïck Peyron, navigateur français.
- 1960 :
  - Carol Alt, mannequin et actrice américaine.
  - Sergio Bambarén (it), écrivain péruvien.
  - Ruth Elkrief, journaliste française.
  - Norberto Oberburger, haltérophile italien, champion olympique.
  - Shirin M. Rai (en), scientifique indien.
  - Jane Turner, actrice, productrice et scénariste australienne.
  - Alessandra De Vizzi (it), journaliste, écrivain et traducteur italien.
- 1961 :
  - Safra Ada Catz, femme d'affaires israélo-américaine.
  - Raymond Ethan Goldstein (en), biophysicien et universitaire américain.
  - Armin Meiwes, criminel allemand.
  - Jeremy Northam, acteur britannique.
  - Arnaud des Pallières, réalisateur et scénariste français.
  - Marianne Pousseur, soprano belge.
  - Joseph « Joe » Quesada, dessinateur et rédacteur en chef américain.
  - Herman Son « Herm » Winningham, joueur de baseball américain.
- 1962 :
  - Mohamed Al-Malky (محمد عامر الراشد المالكى), athlète omanais.
  - Duane Bickett (en), joueur américain de football américain.
  - Silvia Conti (it), chanteuse et actrice italienne.
  - Sylvie Daigle, patineuse canadienne.
  - Sayoko Hagiwara (en) (萩原 佐代子), actrice japonaise.
  - Christoph Körner, basketteur allemand.
  - Pamela McGee, basketteuse et entraîneuse américaine.
  - Stefano Pascucci (it), joueur et entraîneur de volley-ball italien.
- 1963 :
  - Marco Greco (en), pilote automobile brésilien.
  - Nathalie Lambert, patineuse de vitesse sur courte piste québécoise.
  - Fabrizio Mazzotta (it), acteur, doubleur et dialoguiste italien.
  - Jochen Pietzsch, lugeur allemand.
  - Arjuna Ranatunga (en) (අර්ජුන රණතුංග), joueur de cricket et homme politique sri lankais.
  - Alberto Tafuri (it), pianiste, compositeur et producteur italien.
  - William Stansbury « Billy » Thompson, basketteur américain.
  - Laurent Tillie, joueur et entraîneur de volley-ball français.
- 1964 :
  - Burkhard Reich (en), footballeur allemand.
  - Salvatore Schillaci, footballeur italien.
  - Jo Walton, romancière et poétesse galloise.
- 1965 :
  - Agostino Cardamone (it), boxeur italien.
  - Henry Honiball, joueur de rugby sud-africain.
  - Ryan Roxie, guitariste et compositeur américain.
  - Alessandro Santoro (it), joueur et entraîneur de basket-ball italien.
- 1966 :
  - Andrew Adamson, réalisateur, producteur et scénariste néo-zélandais.
  - Giovanni D'Aquila (it), compositeur italien.
  - Édouard Baer, acteur, fantaisiste, metteur en scène, animateur français de radio et de télévision.
  - Katherine LaNasa, actrice américaine.
  - António Pacheco, footballeur portugais.
  - Larry Walker, joueur de baseball canadien.
  - Stephen John « Steve » Walsh, joueur américain de football américain.
  - Robbie Weiss, joueur de tennis américain.
  - Claudio Zuliani (it), journaliste italien.
- 1967 :
  - Nestor Carbonell, acteur américain.
  - Bang Eun-hee (en) (방은희), actrice sud-coréenne.
  - Konstantin Kozeyev (Константин Мирович Козеев), cosmonaute russe.
  - Philip John « Phil » Parkinson, footballeur et entraîneur anglais.
  - Reginald Laverne « Reggie » Sanders (en), joueur de baseball américain.
  - Terry Virts, astronaute américain.
  - Achim Walcher (de), skieur autrichien.
- 1968 :
  - Stephan Beckenbauer, footballeur et entraîneur allemand († 31 juillet 2015).
  - Justin Chadwick, acteur et réalisateur anglais.
  - Sarah Fitz-Gerald, joueuse de squash australienne.
  - Anders Holmertz, nageur suédois.
  - Daire Nolan, danseur et chorégraphe irlandais.
  - Julio César Ortegón (it), cycliste colombien.
  - Antonio Peñalver, athlète espagnol.
  - Jan Thoresen, joueur de curling norvégien.
- 1969 :
  - Richard Carrier, historien, auteur, militant et blogueur américain.
  - Cristiano Donzelli (it), designer italien.
  - Elisabetta Guido (it), chanteuse italienne.
  - « Morenito de Nîmes » (Lionel Rouff dit), matador français.
  - Giuseppe De Stefano (it), criminel italien.
  - Bimbo Tjihero (en), footballeur namibien.
  - Paea Wolfgramm, boxeur tongien.
- 1970 :
  - Jouko Ahola, homme fort et acteur finlandais.
  - Julie Condra, actrice américaine.
  - Jonathan Coulton, chanteur-compositeur-interprète et guitariste américain.
  - Michaël Debève, footballeur et entraîneur français.
  - Jung Kwang-Seok (en) (정광석), footballeur sud-coréen.
  - El Houssaine Ouchla (الحسين أوشلا), footballeur marocain.
  - Frank Palomino, footballeur péruvien.
  - Kirk Rueter, joueur de baseball américain.
  - Sarah Silverman, humoriste satirique américaine.
  - Todd Steussie (en), joueur américain de football américain.
  - Moestafa Talha (it), footballeur néerlandais.
  - Tisha Waller, sauteur américain.
- 1971 :
  - Christopher Walter « Chris » McAlpine, hockeyeur sur glace américain.
  - Stephanie Finochio, catcheuse américaine.
  - Adela Garcia (en), culturiste dominicaine.
  - Emily Mortimer, actrice britannique.
  - Christian Pescatori, pilote automobile italien.
  - Mika Pohjola (en), pianiste et compositeur finno-américain.
  - Ruben Rigillo (it), acteur italien.
  - John Schlimm (en), auteur et éducateur américain.
- 1972 :
  - Frans Ananias (en), footballeur namibien.
  - La'Shawn Brown (it), basketteur américain.
  - Ruggero Dipaola (it), avocat, réalisateur et producteur de cinéma italien.
  - Rossella Giordano, athlète italienne.
  - Claudia Lombardo, femme politique italienne.
  - Bart Millard (en), chanteur-compositeur-interprète américain.
  - Anthony Pelle, basketteur américain.
  - Luis García Plaza, footballeur et entraîneur espagnol.
  - Sergueï Iouriévitch Polonski (en) (Сергей Юрьевич Полонский), homme d'affaires russe.
  - David Strajmayster, acteur français.
- 1973 :
  - Andrea Bertolini, pilote automobile italien.
  - Carlos Bossio, footballeur argentin.
  - Lombardo Boyar, acteur et doubleur américain.
  - Paola Cambiaghi (it), présentatrice de télévision et journaliste italienne.
  - Fausto Cerentin (it), skieur italien.
  - Giada Gallina (it), athlète italienne.
  - Stephen Thadius « Steve » Crompton Gibb (en), chanteur-compositeur-interprète et guitariste américain.
  - David Jaffe, concepteur des jeux-vidéo américain.
  - Akiko Nakagawa (中川 亜紀子), doubleuse japonaise.
  - Jon Theodore, batteur américain.
- 1974 :
  - Roberto Chiacig, basketteur italien.
  - Costinha (Francisco José Rodrigues da Costa dit), footballeur portugais.
  - Simon Donnelly, footballeur écossais.
  - Harald Lødemel (it), footballeur norvégien.
- 1975 :
  - Matt Fraction (Matt Frichtman dit), auteur américain.
  - Leonardo Olguín (it), joueur de tennis argentin.
  - Isaiah Randolph « Ikey » Owens (en), musicien et producteur américain († 14 octobre 2014).
  - Thomas Schie (en), pilote automobile norvégien.
  - Sophia Skou (en), danseuse danoise.
  - Jarod Stevenson, basketteur américano-coréen.
- 1976 :
  - Tomasz Adamek, boxeur polonais.
  - Michael Esper, acteur américain.
  - Dean O'Gorman, acteur et photographe néo-zélandais.
  - Laura Ling (en), journaliste et auteure américaine.
  - David Nielsen (en), footballeur danois.
  - Mobi Oparaku, footballeur nigérian.
  - Emanuele Pesaresi, footballeur italien.
  - Matthew Shepard, étudiant américain († 12 octobre 1998).
  - Evangelos Sklavos (en) (Ευάγγελος Σκλάβος), basketteur grec.
  - Aidyn Smagulov (en) (Айдын Құдайбергенұлы Смағұлов), judoka kirghize.
  - Mike Worsley (en), joueur de rugby anglais.
- 1977 :
  - Nicola Ciccone, auteur-compositeur et interprète québécois.
  - Bryan-Michael Cox, producteur et musicien américain.
  - Bradford Phillip « Brad » Delson, guitariste américain.
  - Mark Ghanimé, acteur canadien.
  - Sophie Guillemin, actrice française.
  - Joseph-Désiré Job, footballeur camerounais.
  - Lee McKenzie (en), journaliste écossaise.
  - Luiz Alberto da Silva Oliveira, footballeur brésilien.
  - Lorenzo Renzi (it), acteur et réalisateur italien.
  - Eros Riccio, joueur d'échecs italien.
  - Antonio Scaduto, canoéiste italien.
  - Akiva Schaffer, acteur, réalisateur, producteur et scénariste américain.
  - Euaggelos « Vaggelis » Sklavos (en) (Ευάγγελος « Βαγγέλης » Σκλάβος), basketteur grec.
  - Nathan Andrew « Nate » Torrence, acteur et doubleur américain.
  - Monika Veselovski (en) (Моника Веселовски), basketteuse serbe.
- 1978 :
  - Rodrigo Bertoni (it), footballeur brésilien.
  - Bryan Bouffier, pilote de rallye français.
  - Mathew William « Mat » Kearney (it), auteur-compositeur américain.
  - Li Weifeng (李瑋峰), footballeur chinois.
  - Camille Cottin, actrice française.
- 1979 :
  - Ousmane Bangoura, footballeur guinéen.
  - Stephanie Brown Trafton, athlète américaine.
  - Norbert Madaras, poloïste hongrois.
  - Ryan Malone, hockeyeur professionnel canadien.
  - Maurice Morris (it), joueur américain de football américain.
  - Shinji Murai (村井 慎二), footballeur japonais.
  - Yumi Nakashima (中島 優美), musicienne japonaise.
- 1980 :
  - Iftikhar Anjum (en) (راؤ اِفتِخار انجُم), joueur de cricket pakistanais.
  - Angelique Bates (en), actrice et chanteuse américaine.
  - Kendall Dartez (it), basketteur américain.
  - Seth Doliboa (it), basketteur américain.
  - Toni Fejzula, dessinateur et écrivain serbe.
  - Derrick Jabar Gaffney (en), joueur américain de football américain.
  - Samuel « Sam » Harding, joueur de rugby néo-zélandais.
  - Mohammad Kaif (en) (محمد کیف), joueur de cricket et homme politique indien.
  - Chami Moubarak (مبارك حسن شامي), coureur kényano-qatarien.
  - Yohei Nishibe (西部 洋平), footballeur japonais.
  - Roger Peterson (en), chanteur-compositeur-interprète aruba-hollandais.
  - Daniele Stefani (it), chanteur italien.
- 1981 :
  - Ahmed Abdel-Ghani (en) (أحمد عبد الغني), footballeur égyptien.
  - Kerry Baptiste (en), footballeur trinidadien.
  - Nike Bent, skieuse alpine suédoise.
  - Francesco Giuffrida, acteur italien.
  - Kenji Haneda (羽田 憲司), footballeur japonais.
  - Park Hyo-shin (박효신), chanteuse-compositrice et actrice sud-coréenne.
  - Tomáš Kmeť, volleyeur slovaque.
  - Ján Laco, hockeyeur sur glace slovaque.
  - Luke McPharlin (en), footballeur australien.
  - Andrej Sporn, skieur alpin slovène.
  - I Made Wirawan (en), footballeur indonésien.
- 1982 :
  - Rizwan « Riz » Ahmed, acteur et rappeur anglais.
  - Diego Cavalieri, footballeur brésilien.
  - Riccardo Colombo (it), footballeur italien.
  - Lloyd Doyley, footballeur anglais.
  - Christos Kalantzis (en) (Χρήστος Καλαντζής), footballeur grec.
  - Karmen Kočar, volleyeuse slovène.
  - Mbaye Leye, le footballeur sénégalais
  - Melanie Marshall, nageuse britannique.
  - Christos Melissis (Χρήστος Μελίσσης), footballeur grec.
  - Alfredo Pacheco, footballeur salvadorien († 27 décembre 2015).
  - Yuliya Skokova (Юлия Игоревна Скокова), patineuse de vitesse russe.
- 1983 :
  - Shohei Abe (阿部 翔平), footballeur japonais.
  - Akala (en) (Kingslee James Daley dit), rappeur britannique.
  - Katarina Barun, volleyeuse croate.
  - Hil Hernández, mannequin chilienne.
  - Eugene Jeter, basketteur américain.
  - Rosanna Pagano (it), escrimeuse italienne.
  - Alamiro Vaporaki (it), footballeur argentin.
- 1984 :
  - Ajuma Ameh-Otache, footballeuse nigériane († 10 novembre 2018).
  - Amanda Brown (it), basketteuse canadienne.
  - Romina Carancini (it), danseuse italienne.
  - Charles Michael Davis, acteur et mannequin américain.
  - Ben Mowen, joueur de rugby australien.
  - Diane Nukuri, athlète burundaise.
  - Alexis Rhodes, cycliste australien.
- 1985 :
  - Andretti Bain, athlète bahamien.
  - John Coughlin (en), patineur artistique américain.
  - Petter Eliassen, skieur norvégien de cross-country.
  - Pierluigi Frattali, footballeur italien.
  - Nathalie Moellhausen, escrimeuse italienne.
  - Janelle Monáe, chanteuse américaine.
  - Rigoberto Padilla, footballeur hondurien.
  - Chanel Preston, actrice pornographique américaine.
  - Alicja Rosolska, joueuse de tennis polonaise.
  - Rexley Tarivuti (it), footballeur vanuatuan.
  - Emiliano Viviano, footballeur italien.
  - Björn Vleminckx, footballeur belge.
- 1986 :
  - Ivano Bucci, athlète san-marinais.
  - DeSean Jackson, joueur américain de football américain.
  - Bianca Manalo (it), mannequin et actrice philippine.
  - Mondo Marcio (Gian Marco Marcello dit), rappeur et producteur italien.
- 1987 :
  - Mailyne Andrieux (it), joueuse de tennis française.
  - Giedrius Arlauskis, footballeur lituanien.
  - Constantin Blaha (en), plongeur autrichien.
  - James Broadhurst, joueur de rugby néo-zélandais.
  - Daniel Cambronero, footballeur costaricain.
  - Simon Dawkins, footballeur anglais.
  - Tabarie Henry, athlète virginien.
  - Vance Joy (James Keogh dit), auteur-compositeur-interprète australien.
  - Giulia Leonardi, volleyeuse italienne.
  - Chris Neild (en), joueur américain de football américain.
  - Samer Saeed (سامر سعيد), footballeur irakien.
  - Brett Williams (en), footballeur anglais.
  - Christer Youssef (en), footballeur suédois.
- 1988 :
  - Jelena Blagojević (Јелена Благојевић), volleyeuse serbe.
  - Alberto Bravo (it), volleyeur portoricain.
  - Milton Caraglio (es), footballeur argentin.
  - Léa Castel (Léa Folli Castello dite), chanteuse française.
  - El Hadji Mison Boncur « Papy » Djilobodji, footballeur sénégalais.
  - Nadia Hilker, actrice allemande.
  - Tyler Joseph, musicien et chanteur américain.
  - Mihály Korhut, footballeur hongrois.
  - Zoë Kravitz, actrice et chanteuse américaine.
  - Daniel « Dan » James Mavraides (en), basketteur américain.
  - Matts Olsson, skieur alpin suédois.
  - Natalija Prica (it), mannequin croate.
  - Riley Reiff, joueur américain de football américain.
  - Jay Simpson, footballeur britannique.
  - Yim Si-wan (임시완), chanteur et acteur sud-coréen.
  - Manuel Štrlek, handballeur croate.
- 1989 :
  - Barry Bannan, footballeur écossais.
  - Fredrik Carlsen (en), footballeur norvégien.
  - Thomas Finchum (en), plongeur américain.
  - Guy Gnabouyou, footballeur français.
  - Rugenio Josephia (nl), footballeur néerlandais.
  - Veronica Maglia (en), footballeuse suissesse.
  - Manaraii Porlier, footballeur français.
  - Neal Skupski, joueur de tennis britannique.
  - Sotelúm (en) (Shlúm « Lúm » Sotelo dit), musicien, compositeur et producteur mexicain.
- 1990 :
  - James Collins, footballeur irlandais.
  - Katherine Copeland, rameuse britannique.
  - Michael Dixon, basketteur américain.
  - Jean-Luke Figueroa (it), acteur américain.
  - Chanel Iman, mannequin américaine.
  - Stanislav Kritsiouk (Станислав Васильевич Крицюк), footballeur russe.
  - Joshua Parker, footballeur barbadien.
  - Tomáš Tatar, hockeyeur sur glace slovaque.
  - Stefan Ulmer, hockeyeur sur glace autrichien.
- 1991 :
  - Rakeem Christmas, basketteur américain.
  - Dontae Johnson (en), joueur américain de football américain.
  - Hilda Melander (en), joueuse de tennis suédoise.
  - Adnan Šećerović (en), footballeur bosniaque.
  - Jake Taylor, footballeur gallois.
  - Dion Waiters, basketteur américain.
  - Sun Yang (孙杨), nageur chinois.
- 1992 :
  - Masahudu Alhassan, footballeur ghanéen.
  - Quentin Bigot, athlète de lancers de marteau français.
  - Sara Carrara, volleyeuse italienne.
  - Línos Chrysikópoulos (Λίνος-Σπυρίδων Χρυσικόπουλος), basketteur grec.
  - Wulfert Cornelius « Marco » van Ginkel, footballeur néerlandais.
  - Caleb Shomo (en), auteur-compositeur, multi-instrumentiste et producteur américain.
- 1993 : Reena Pärnat (en), archère estonienne.
- 1994 :
  - Daniel Amartey, footballeur ghanéen.
  - Solène Gicquel, athlète française, spécialiste du saut en hauteur.
  - Ivy Latimer, actrice australienne.
  - Ismael Silva Lima (en), footballeur brésilien.
  - Seedy Njie (en), footballeur anglais.
  - Luis Valendi Odelus (en), footballeur haïtien.
  - Federico Ricca, footballeur uruguayen.
- 1995 :
  - Sammy Basso, citoyen italien.
  - Eva Boto, chanteuse slovène.
  - Agnė Čepelytė (en), joueuse de tennis lituanienne.
  - James Wilson, footballeur anglais.
- 1996 :
  - Chiara Di Battista (it), gymnaste italienne.
  - Zoë Straub, chanteuse et actrice autrichienne.
- 1997 : Ismaël Bennacer, footballeur français
- 1998 :
  - Devon Bagby (it), acteur américain.
  - Joaquin Pereyra (it), footballeur argentin.

### XXIesiècle
- 2001 : Aiko de Toshi (敬宮愛子内親王), prince héritier japonais.

## Décès

### IIIesiècle
- Castriziano / Castriciano (it) (Castricien ou Castritian (en)), évêque de Milan en Lombardie vers 97 à 137 / 138 ou au milieu du IIIe siècle, (pré)canonisé parmi les saints ci-après in fine (° non datée).

### IVesiècle
- 304 : Ansanus, saint et martyr italien, saint patron de Sienne (° 284).

### VIIesiècle
- 660 : Éloi de Noyon, évêque, orfèvre et monnayeur français, trésorier de Dagobert Ier.

### XIesiècle
- 1018 : Dithmar, prélat et historien allemand (° 25 juillet 975).
- 1049 : Ermesinde de Foix, reine consort d’Aragon de 1036 à 1049 (° 1015).

### XIIesiècle
- 1135 : Henri Ier, roi d'Angleterre de 1100 à 1135 (° 1068).
- 1151 : Werner de Steusslingen, évêque de Münster (° date inconnue).

### XIIIesiècle
- 1241 : Isabelle d'Angleterre, impératrice consort du Saint-Empire de 1235 à 1241 (° 1214).

### XIVesiècle
- 1335 : Abu Saïd Bahadur, ilkhan de Perse de 1316 à 1335 (° 1305).
- 1342 : Bertrand de Montfavès, cardinal français (° vers 1270).
- 1352 : Adhémar Robert, cardinal français (° date inconnue).
- 1374 : Magnus IV de Suède, roi de Suède de 1319 à 1363, et de Norvège de 1319 à 1343 (° 1316).

### XVesiècle
- 1406 : Jeanne de Brabant, duchesse de Branbant et de Limbourg de 1355 à 1406 (° 24 juin 1322).
- 1433 : Go-Komatsu (後小松天皇), empereur du Japon de 1382 à 1412 (° 1er août 1377).
- 1455 : Lorenzo Ghiberti, sculpteur italien (° 1378).
- 1463 : Marie d'Egmont, reine consort d’Écosse de 1449 à 1460 (° 1434).
- 1466 : Jaime Francisco de Cardona i de Aragón, cardinal espagnol (° vers 1405).
- 1474 : Nicolo Marcello, homme politique italien, 69e doge de Venise de 1473 à 1474 (° 1397).
- 1476 : Agnès, duchesse de Bourgogne (° 1407).
- 1482 : Antoine Bonfadini, moine franciscain italien (° vers 1400).
- 1483 : Charlotte de Savoie, reine de France de 1461 à 1483 (° 11 novembre 1445).

### XVIesiècle
- 1503 :
  - George, duc de Bavière-Landshut de 1479 à 1503 (° 15 août 1455).
  - Rupert du Palatinat (en), évêque catholique et militaire allemand (° 14 mai 1481).
- 1519 : Vasco Núñez de Balboa, militaire espagnol (° 1475).
- 1521 : Léon X (Jean de Médicis dit), 217e pape, en fonction de 1513 à 1521 (° 11 décembre 1475).
- 1530 : Marguerite, archiduchesse d'Autriche, duchesse de Savoie de 1501 à 1504, gouverneure des Pays-Bas de 1507 à 1530 (° 10 janvier 1480).
- 1559 : Girolamo Recanati Capodiferro, cardinal et évêque catholique italien (° 22 juin 1502).
- 1563 : Andrea Schiavone, peintre et graveur italien (° entre 1510 et 1515).
- 1568 : Luigi Tansillo, poète italien (° 1510).
- 1580 : Giovanni Girolamo Morone, cardinal italien (° 25 janvier 1509).
- 1581 :
  - Alexandre Briant, jésuite, martyr et saint anglais (° 17 août 1556).
  - Edmond Campion, jésuite, martyr et saint anglais (° 24 janvier 1540).
  - Ralph Sherwin, prêtre, martyr et saint anglais (° 25 octobre 1550).
- 1596 : Albertino Bottoni (it), médecin et philosophe italien (° date inconnue).

### XVIIesiècle
- 1602 : Kobayakawa Hideaki (小早川 秀秋), daimyo japonais (° 1582).
- 1607 : Agostino Doria, 83e doge de Venise de 1601 à 1603 (° 1540).
- 1633 : Isabelle-Claire-Eugénie d'Autriche, gouverneure des Pays-Bas espagnols de 1621 à 1633 (° 12 août 1566).
- 1640 :
  - Georges-Guillaume Ier, prince-électeur de Brandebourg de 1619 à 1640 (° 13 novembre 1595).
  - Miguel de Vasconcelos, homme politique portugais, Premier ministre du Portugal de 1635 à 1640 (° vers 1590).
- 1643 : Johann Christoph von Liechtenstein-Kastelkorn (it), évêque catholique autrichien (° 12 décembre 1591).
- 1647 : Giovanni Battista Doni, théoricien de la musique italien (° 1594).
- 1648 : Flora Zuzzeri, poétesse dalmate (° 1552).
- 1651 : Pietro Niccolini (it), prélat italien, archevêque de Florence de 1632 à 1651 (° 1573).
- 1654 :
  - Giacomo Micaglia, linguiste et lexicographe italien (° 31 mars 1601).
  - Gerolamo Sersale, jésuite et astronome italien (° 1584).
- 1660 : Pierre d'Hozier, généalogiste et historien français (° 10 juillet 1592).
- 1661 : Franz Wilhelm von Wartenberg, cardinal et évêque allemand (° 1er mars 1593).
- 1673 : Antonie Palamedesz, peintre, graveur et dessinateur néerlandais (° 1601).
- 1675 : Feodosia Morozova (Феодосия Прокофьевна Морозова), religieuse et sainte russe (° 21 mai 1632).
- 1691 : Louis Henri de Pardaillan de Gondrin, noble français (° 1640).
- 1694 : Louis Parrocel, peintre et graveur français (° 18 février 1634).

### XVIIIesiècle
- 1701 : Maria Benigna Francesca de Saxe-Lauenbourg (de), princesse allemande (° 10 juillet 1635).
- 1707 : Jeremiah Clarke, compositeur et organiste anglais (° vers 1674).
- 1709 : Abraham a Sancta Clara (Johann Ulrich Megerle dit), prédicateur et écrivain autrichien (° 2 juillet 1644).
- 1717 : Ferdinando Nuzzi, cardinal et archevêque italien (° 9 septembre 1644).
- 1723 : Susanna Centlivre, dramaturge et actrice de théâtre britannique (° 1669).
- 1727 : Johann Heinrich Buttstett, compositeur, organiste et théoricien de la musique allemand (° 25 avril 1666).
- 1729 : Giacomo Filippo Maraldi, mathématicien et astronome français (° 21 août 1765).
- 1737 : Louis-Alexandre de Bourbon, prince, homme politique et militaire français (° 6 juin 1678).
- 1750 : Johann Gabriel Doppelmayr, mathématicien, astronome et cartographe allemand (° 27 septembre 1671).
- 1755 : Maurice Greene, organiste et compositeur anglais (° 12 août 1696).
- 1765 : Jean-Baptiste-Louis Crevier, homme de lettres et historien français (° 1693)
- 1767 : Henry Erskine, 10e comte de Buchan, homme politique écossais (° 17 avril 1710).
- 1770 : Giambettino Cignaroli, peintre italien (° 4 juillet 1706).
- 1782 : Johann Christian Bach, compositeur allemand (° 5 septembre 1735).
- 1792 :
  - Denis Fonvizine (Денис Иванович Фонвизин), homme de lettres russe (° 3 avril 1745).
  - Jean-François Vonck, homme politique et avocat belge (° 29 novembre 1743).
- 1797 : Oliver Wolcott, homme politique et militaire américain, gouverneur du Connecticut de 1796 à 1797 et l’un des Pères fondateurs des États-Unis (° 20 novembre 1726).
- 1798 : Christian Garve, philosophe allemand (° 7 janvier 1742).

### XIXesiècle
- 1804 : Philippe Lebon, inventeur français (° 29 mai 1767).
- 1810 : Jean-Baptiste Treilhard, homme d’État, magistrat, diplomate et général français (° 3 janvier 1742).
- 1813 : Ferdinando Bertoni, compositeur italien (° 15 août 1725).
- 1823 : Pavel Chouvalov (Павел Андреевич Шувалов), noble et militaire russe (° 21 mai 1776).
- 1825 : Alexandre Ier (Александр Павлович Романов), tsar de Russie de 1801 à 1825 (° 23 décembre 1777).
- 1839 : Jean-Baptiste de Latil, cardinal et archevêque français, archevêque de Reims de 1824 à 1839 (° 6 mars 1761).
- 1846 : Maria Luisa de Borbón y Vallabriga (es), noble espagnole (° 6 juin 1783).
- 1848 : Kyokutei Bakin (Takizawa Okikuni / 滝沢 興邦 dit), écrivain japonais (° 4 juillet 1767).
- 1858 : Thomas Hamilton, 9e comte de Haddington, homme politique écossais (° 21 juin 1780).
- 1862 : Piero Cironi (it), patriote, journaliste et écrivain italien (° 11 janvier 1819).
- 1865 :
  - Constant Van Crombrugghe, prêtre et chanoine flamand belge (° 14 octobre 1789).
  - Abraham Emanuel Fröhlich (en), poète, pasteur et enseignant suisse (° 1er février 1796).
- 1866 : George Everest, géographe et arpenteur gallois (° 4 juillet 1790).
- 1867 : Charles Gray Round (en), avocat et homme politique anglais (° 28 janvier 1797).
- 1873 : Augustin de Backer, bibliographe et jésuite belge (° 18 juillet 1809).
- 1874 : Giovanni Maria Cavalleri, religieux, physicien et astronome italien (° 11 novembre 1807).
- 1876 : Josef Kling, joueur d'échecs allemand (° 19 mars 1811).
- 1877 : Scipione Borghesi Bichi (it), homme d’affaires et politique italien (° 3 novembre 1801).
- 1879 : Franz Ittenbach, peintre religieux allemand (° 18 avril 1813).
- 1883 :
  - Edward Fitzalan-Howard, 1er baron Howard de Glossop, homme politique britannique (° 20 juin 1818).
  - Girolamo Verzeri (it), évêque italien (° 22 octobre 1804).
- 1884 :
  - William Swainson (en), avocat et homme politique anglais-néo-zélandais, procureur général de la Nouvelle-Zélande) de 1841 à 1856 (° 25 avril 1809).
  - Salvatore Bianchi (it), architecte italien (° 1821).
- 1886 : 
  - Henry Mark Anthony, peintre britannique (° 4 août 1817).
  - Marius Chavanne, homme politique français (° 18 février 1817).
  - Louis Henri de Gueydon, vice-amiral et homme politique français (° 22 novembre 1809).
  - Karl Jühlke, explorateur allemand (° 6 septembre 1856).
  - Emma Paterson, féministe et syndicaliste britannique (° 5 avril 1848).
  - Théophile Stern, compositeur et organiste français (° 24 juillet 1803).
  - Joachim Telliez-Béthune, homme politique français (° 8 mars 1818).
- 1887 : Emilio Ferrero, homme politique et général italien (° 13 janvier 1819).
- 1890 : Samuel Zopfy (it), médecin suisse (° 29 janvier 1804).
- 1893 : Pietro Sbarbaro (it), journaliste et sociologue italien (° 20 avril 1838).
- 1898 : Luděk Marold, peintre tchèque (° 7 août 1865).
- 1899 : Libânia do Carmo Galvão Mexia de Moura Telles de Albuquerque, religieuse portugaise (° 15 juin 1843).

### XXesiècle
- 1901 : Luigi Gualtieri (it), écrivain et librettiste italien (° 2 avril 1827).
- 1902 : Antonio Cappelli (it), homme politique et agronome italien (° 7 octobre 1849).
- 1904 : Pietro Gradenigo (it), médecin italien (° 20 avril 1831).
- 1905 : Amanzia Guérillot, peintre italien (° 20 avril 1828).
- 1911 :
  - Henry Beresford, 6e marquis de Waterford, homme politique irlandais (° 28 avril 1875).
  - Ranieri Simonelli (it), architecte et homme politique italien (° 30 décembre 1830).
- 1913 : Juhan Liiv, poète et auteur estonien (° 30 avril 1864).
- 1914 :
  - François-Virgile Dubillard, cardinal français (° 16 février 1845).
  - Alfred Mahan, historien et stratège naval américain (° 27 septembre 1840).
- 1916 : Charles de Foucauld, explorateur et missionnaire français (° 15 septembre 1858).
- 1917 : John January, joueur américain de football américain (° 6 mars 1882).
- 1918 :
  - Margit Kaffka, auteure hongroise (° 10 juin 1880).
  - Margherita Orlando (it), civile italienne (° 16 mai 1897).
- 1919 :
  - Pier Enea Guarnerio (it), linguiste, philologue et poète italien (° 1er juillet 1854).
  - Joseph Rosemeyer, cycliste allemand (° 13 mars 1872).
- 1920 : Edward Ponsonby, 8e comte de Bessborough, homme politique et historien britannique (° 1er mars 1851).
- 1923 : Virginie Loveling, auteure et poétesse belge (° 17 mai 1836).
- 1925 :
  - Giuseppe Pedercini (it), directeur sportif italien (° 8 avril 1856).
  - Joseph Jean-Marie Tortelier, menuisier, militant anarchiste et syndicaliste révolutionnaire français (° 1854).
- 1927 : Cora Williams (it), actrice américaine (° 6 décembre 1870).
- 1928 :
  - Arthur Gore, joueur de tennis britannique (° 2 janvier 1868).
  - Gunnar Knudsen, homme politique norvégien, Premier ministre de la Norvège de 1908 à 1910 et de 1913 à 1920 (° 19 septembre 1848).
  - José Eustasio Rivera, avocat et poète colombien (° 19 février 1888).
- 1929 : Louis Lewin, pharmacologue allemand (° 9 novembre 1850).
- 1933 :
  - Giorgio Errera (it), chimiste italien (° 26 octobre 1860).
  - Pekka Halonen, peintre finlandais (° 23 septembre 1865).
- 1934 :
  - Arthur « Blind » Blake, chanteur et guitariste américain (° 1896).
  - Sergueï Kirov (Сергей Миронович Костриков), homme politique soviétique (° 27 mars 1886).
  - Luigi Ratini (it), peintre, illustrateur et professeur italien (° 8 mai 1880).
- 1935 : Bernhard Schmidt, astronome et opticien estonien (° 11 avril 1879).
- 1938 : Julius von Schlosser, historien de l'art autrichien (° 23 septembre 1866).
- 1939 :
  - Giacomo di Belsito (it), journaliste, écrivain et traducteur italien (° 1er décembre 1885).
  - Max Fiedler (August Max Fiedlerin dit), compositeur et chef d'orchestre allemand (° 21 décembre 1859).
- 1941 : Alva Blanchard Adams (en), homme politique américain (° 29 octobre 1875).
- 1942 : Giuseppe Oblach (it), aviateur italien (° 2 février 1916).
- 1943 :
  - Richard Heymons, zoologiste et entomologiste allemand (º 29 mai 1867).
  - Antonio De Viti De Marco (it), économiste et homme politique italien (° 30 septembre 1858).
  - Giovanni Battista Marzuttini (it), peintre et musicien italien (° 5 février 1863).
  - Julienne Mathieu, actrice française (° 21 septembre 1874).
  - Giaime Pintor (it), journaliste, écrivain et militant anti-fasciste italien (° 30 octobre 1919).
  - Damrong Rajanubhab (สมเด็จพระเจ้าบรมวงศ์เธอ พระองค์เจ้าดิศวรกุมาร กรมพระยาดำรงราชานุภาพ), historien et enseignant thaïlandais (° 21 juin 1862).
- 1944 : Giambattista Mancuso (it), partisan italien (° 28 juin 1922).
- 1945 : Leandro Bisiach (it), luthier italien (° 15 juin 1864).
- 1947 :
  - Aleister Crowley, occultiste anglais (° 12 octobre 1875).
  - Franz Fischer, chimiste allemand (° 19 mars 1877).
  - Godfrey Harold Hardy, mathématicien et théoricien anglais (° 7 février 1877).
- 1949 : Frederick Strachan « Fred » Fox (en), réalisateur et acteur britannique (° 22 janvier 1884).
- 1950 : Ernest John Moeran, compositeur anglais (° 31 décembre 1894).
- 1951 : Theodore Gross (it), athlète et gymnaste américain (° 17 février 1880).
- 1952 :
  - Alfonso Gallo (it), enseignant et bibliothécaire italien (° 24 mars 1890).
  - Vittorio Emanuele Orlando, homme politique, avocat et professeur italien, président du Conseil des ministres de 1917 à 1919 (° 19 mai 1860).
- 1954 :
  - William Hoyt, athlète américain (° 7 mai 1875).
  - Harukichi Shimoi (下位春吉), poète et écrivain japonais (° 20 octobre 1883).
- 1955 : Edward Grigg, 1er baron Altrincham, homme politique et journaliste britannique, gouverneur du Kenya de 1925 à 1930 (° 8 septembre 1879).
- 1957 :
  - Aldo Buttini (it), sculpteur italien (° 6 décembre 1898).
  - Eugenio Casagrande, pionnier de l'aviation italien (° 3 septembre 1892).
  - Léonce Quentin, archer français (° 16 février 1880).
  - Fred Rose, pianiste, compositeur et éditeur de musique country (° 24 août 1897).
- 1958 :
  - Thomas Orde-Lees, ingénieur et explorateur britannique (° 23 mai 1877).
  - Hubert Wilkins, explorateur australien (° 31 octobre 1888).
- 1959 : Francesco Zingales, général italien (° 10 janvier 1884).
- 1960 :
  - Maria Bertolani (it), peintre italien (° 11 mars 1896).
  - Anthony Lago, ingénieur italien (° 28 mars 1893).
  - Giovanni « Nino » Meloni (it), réalisateur italien (° 8 mars 1899).
- 1961 : Giuseppe Chiostergi (it), professeur et homme politique italien (° 31 août 1889).
- 1962 : Henri Wallon, psychologue, éducateur et philosophe français (° 15 juin 1879).
- 1964 :
  - John Burdon Sanderson Haldane, généticien et biologiste anglo-indien (° 5 novembre 1892).
  - Marie-Clémentine Anuarite Nengapeta, religieuse, martyre et bienheureuse congolaise (° 1941).
  - Bertil Sandström, cavalier suédois (° 25 novembre 1887).
  - Kharílaos Vasilákos (Χαρίλαος Βασιλάκος), coureur grec (° 1877).
- 1965 : Fritz Gosslau, ingénieur allemand (° 25 mars 1898).
- 1966 :
  - Lewis Albanese (en), militaire américain (° 27 avril 1946).
  - Giovanni Vitrotti, directeur de la photographie et réalisateur italien (° 16 novembre 1882).
- 1967 :
  - Cholín (es) (Ignacio María Alcorta Hermoso de Ordorica dit), footballeur espagnol (° 13 décembre 1906).
  - Ferenc Szilágyi (it), écrivain hongrois (° 1er février 1895).
- 1968 :
  - Nicolae Bretan, chanteur lyrique, compositeur et chef d'orchestre roumain (° 25 mars 1887).
  - Dario Moreno (David Arugete dit), acteur et chanteur français (° 3 avril 1921).
- 1969 :
  - Magic Sam (Samuel James Maghett dit), guitariste et chanteur américain (° 14 février 1937).
  - Gostan Zarian, (Կոստան Զարեան) écrivain, poète et journaliste arménien (° 2 février 1885).
- 1970 : Ceclava Czapska (it), dame russe (° 2 janvier 1899).
- 1972 :
  - Pippo Oriani (it), peintre italien (° 25 juin 1909).
  - Bruna Pellesi, religieuse italienne (° 11 novembre 1917).
  - Antonio Segni, homme politique italien, président de la République italienne de 1962 à 1964 (° 2 février 1891).
- 1973 :
  - David Ben Gourion (דָּוִד בֶּן-גּוּרִיּוֹן), homme politique israélien, Premier ministre d'Israël de 1948 à 1953 et de 1955 à 1963 (° 16 octobre 1886).
  - Willem Hesselink, joueur et entraîneur de football néerlandais (° 8 février 1878).
- 1974 : 
  - Henri Derringer, résistant et officier de carrière française d'origine allemande (° 13 février 1905).
  - Lajos Zilahy, écrivain hongrois (° 27 mars 1891).
- 1975 :
  - Jacob Nelson « Nellie » Fox, joueur de baseball américain (° 25 décembre 1927).
  - Anna Roosevelt Halsted (en), journaliste et éditrice américaine (° 3 mai 1906).
  - Ernesto Maserati (en), pilote automobile et ingénieur italien (° 4 août 1898).
  - Alberto Del Monte (it), philologue italien (° 1er janvier 1924).
- 1976 : Jane Marken (Jeanne Berthe Adolphine Crabbe' dite), actrice française (° 13 janvier 1895).
- 1977 :
  - Manlio Bacigalupo (it), joueur et entraîneur de football italien (° 5 septembre 1908).
  - Kenneth May, mathématicien américain (° 8 juillet 1915).
  - Yūko Mochizuki (望月優子), actrice japonaise (° 28 janvier 1917).
  - Michel Randria, sénateur français, homme politique malgache (° 1er juin 1903).
- 1979 : Lajos Maszlay, escrimeur hongrois (° 2 octobre 1903).
- 1980 :
  - Frank Booth, nageur américain (° 4 octobre 1910).
  - Giuseppe Furci (it), médecin italien (° 23 juillet 1926).
  - Thomas Robert « Tom » Mason, acteur et producteur américain de film (° 29 avril 1920).
  - Zaccaria Negroni (it), homme politique italien (° 17 février 1899).
- 1981 :
  - James Monteith Grant (en), avocat écossais (° 19 octobre 1903).
  - Russell « Russ » Manning, bédéiste américain (° 5 janvier 1929).
- 1982 :
  - Lallo Gori (Coriolano Gori dit), compositeur italien (° 7 mars 1927).
  - Hossein Sadaghiani (حسین صدقیانی), joueur et entraîneur de football iranien (° 1er janvier 1903).
- 1983 : Eugenio Marotta (it), homme politique italien (° 29 septembre 1896).
- 1984 :
  - Guido Basile (it), avocat et homme politique italien (° 16 juillet 1893).
  - Roelof Frankot, peintre néerlandais (° 25 novembre 1911).
  - Alfons Schepers, cycliste belge (° 27 août 1907).
  - Pietro Sette (it), directeur d’agence italien (° 10 avril 1915).
- 1986 :
  - Lee Dorsey, chanteur américain (° 24 décembre 1926).
  - Frank McCarthy, producteur américain (° 8 juin 1912).
  - Robert Lawrence « Bobby » Layne, joueur américain de football américain (° 19 décembre 1926).
- 1987 :
  - James Baldwin, écrivain américain (° 2 août 1924).
  - Angelo Cabrini (it), amiral italien (° 14 février 1917).
  - Martino Giusti, archevêque catholique italien (° octobre 1905).
  - George « Punch » Imlach, entraîneur de hockey sur glace canadien (° 15 mars 1918).
  - Alessandro Vallebona (it), médecin italien (° 2 mars 1899).
- 1988 :
  - Martin Hinds, historien et universitaire britannique (° 10 avril 1941).
  - John Vernon McGee (en), pasteur et théologien américain (° 17 juin 1904).
  - Włodzimierz Mazur, footballeur polonais (° 14 avril 1954).
  - Aldo Viglione (it), avocat et homme politique italien (° 11 septembre 1923).
- 1989 :
  - Alvin Ailey, danseur et chorégraphe américain (° 5 janvier 1931).
  - Otello Bignami (it), luthier italien (° 6 août 1914).
- 1990 :
  - Sergio Corbucci, réalisateur et scénariste italien (° 6 décembre 1927).
  - Pierre Dux, comédien français, professeur de théâtre en conservatoire, académicien ès beaux-arts (° 21 octobre 1908).
  - Robert Gordon, acteur et réalisateur américain (° 21 août 1913).
  - Gustav Kortüm (it), chimiste allemand (° 14 juin 1904).
  - Vijaya Lakshmi Pandit (विजयलक्ष्मी नेहरू पंडित), femme politique et diplomate indienne (° 18 août 1900).
  - Carla Lehmann, actrice canado-anglaise (° 26 février 1917).
  - Simone Melchior Cousteau, première épouse et partenaire de l'explorateur Jacques-Yves Cousteau, première femme à plonger avec un scaphandre Gagnan-Cousteau, presque toujours invisible à l'écran (° 19 janvier 1919).
  - Vito Miceli (it), général et homme politique italien (° 6 janvier 1916).
  - Aldo Remondino (it), aviateur et général italien (° 15 janvier 1908).
- 1991 :
  - Mauro Bubbico (it), homme politique italien (° 24 mai 1928).
  - Patrick « Pat » O'Callaghan, athlète irlandais (° 15 septembre 1905).
  - George Stigler, économiste américain « prix Nobel » d'économie (° 17 janvier 1911).
  - Patrick « Pat » Walshe (en), acteur américain (° 26 juillet 1900).
- 1992 : Anton Malatinský, joueur et entraîneur de football tchécoslovaque (° 15 janvier 1920).
- 1993 :
  - Francisco Martínez Cordero, basketteur mexicain (° 20 juin 1910).
  - Ray Gillen (en), chanteur-compositeur-interprète américain (° 12 mai 1959).
  - Giulio Marchetti (it), acteur italien (° 9 juin 1911).
- 1994 :
  - Helen McCloy, journaliste, écrivaine et critique d'art américaine (° 6 juin 1904).
  - Samia Gamal (Zainab Ibrahim Mahfuz dite), danseuse et actrice égyptienne (° 5 mars 1924).
  - Roberto Longhi (it), ingénieur en aéronautique italien (° 21 décembre 1909).
- 1995 :
  - William Howard Vincent « Hopper » Levett (en), joueur de cricket anglais (° 25 janvier 1908).
  - Luigi Giacobbe, cycliste italien (° 1er janvier 1907).
  - Martti Liimo, basketteur finlandais (° 26 septembre 1941).
  - Colin Tapley, acteur néo-zélandais (° 7 mai 1907).
  - Maxwell Reid Thurman, général américain (° 18 février 1931).
  - Giuseppe Tricoli (it), homme politique, historique et professeur italien (° 26 septembre 1932).
- 1996 :
  - Peter Bronfman (en), homme d'affaires canadien (° 2 octobre 1928).
  - Irving Gordon (en), compositeur américain (° 14 février 1915).
  - Jan Waldenström, médecin suédois (° 17 avril 1906).
- 1997 :
  - Michel Bélanger, fonctionnaire et homme d’affaires québécois (° 10 septembre 1929).
  - Stephane Grappelli, violoniste français (° 26 janvier 1908).
  - Endicott Peabody, militaire, juriste et homme politique américain, gouverneur du Massachusetts de 1963 à 1965 (° 15 février 1920).
  - Edwin Rosario, boxeur portoricain (° 15 mars 1963).
- 1998 :
  - Jean-François Arrighi, évêque français (° 1er mai 1928).
  - Vincenzo Caglioti (it), chimiste et universitaire italien (° 26 mai 1902).
  - Guido Leoni, scénariste et réalisateur italien (° 25 octobre 1920).
  - Luciana Nissim Momigliano (it), pédiatre et psychanalyste italienne (° 20 octobre 1919).
  - Bertil Nordahl, footballeur et entraîneur suédois (° 26 février 1917).
  - Vincenzo Pappalettera, écrivain et historien italien (° 28 novembre 1919).
  - Frederick « Freddie » Young, directeur de la photographie britannique (° 9 octobre 1902).
- 1999 :
  - Fritz Fischer, historien allemand (° 5 mars 1908).
  - Luigi Granelli (it), homme politique italien (° 1er mars 1929).
- 2000 : Eduardo Alfieri (it), compositeur italien (° 9 octobre 1930).

### XXIesiècle
- 2001 :
  - Jean-Pierre Chabrol, écrivain français (° 11 juin 1925).
  - Ellis Roderick Dungan, réalisateur et producteur américain (° 11 mai 1909).
  - Pavel Sadyrine (Павел Фёдорович Садырин), joueur et entraîneur de football russe (° 18 septembre 1942).
- 2002 :
  - Emilio Barberi (it), militaire italien (° 27 novembre 1917).
  - Edward Latimer Beach, Jr., militaire et auteur américain (° 20 avril 1918).* 2003 :
  - Clark Kerr (en), économiste et universitaire américain (° 17 mai 1911).
  - Fernando Di Leo, réalisateur, scénariste et écrivain italien (° 11 janvier 1932).
  - David Arthur « Dave » McNally, joueur de baseball américain (° 31 octobre 1942).
  - Eugenio Monti, bobeur italien (° 28 janvier 1928).
  - Carl Schenkel, réalisateur suisse (° 8 mai 1948).
  - Vittorio Somenzi (it), philosophe italien (° 2 avril 1918).
- 2004 :
  - Fathi Arafat, médecin palestinien, fondateur du Croissant-Rouge palestinien (° 11 janvier 1933).
  - Bernard, prince consort des Pays-Bas, veuf de la reine Juliana et père de la reine Beatrix (° 29 juin 1911).
  - William Dallas Fyfe « Bill »Brown, footballeur écossais (° 8 octobre 1931).
  - Paul-Marie de La Gorce, journaliste, historien et écrivain français (° 10 novembre 1928).
- 2005 :
  - Vincenzo D'Addario (it), archevêque catholique italien (° 8 mai 1942).
  - Gustav Lascaris « Gust » Avrakotos, militaire américain ° 14 janvier 1938).
  - Mary Hayley Bell, actrice et dramaturge anglaise (° 22 janvier 1911).
  - Jack Colvin, acteur américain (° 13 octobre 1934).
  - Freeman Victor Horner (en), militaire américain (° 7 juin 1922).
  - Stefano Pompei (it), architecte et urbaniste italien (° 27 août 1934).
  - Werner Weber, journaliste et professeur d'université suisse (° 13 novembre 1919).
- 2006 :
  - Theo Braun, peintre autrichien (° 24 décembre 1922).
  - Iyozoh Fujita (藤田怡与蔵), aviateur japonais (° 2 novembre 1917).
  - Claude Jade (Claude Jorré dite), actrice française (° 8 octobre 1948).
  - Bruce Trigger, archéologue, anthropologue et écrivain canadien (° 18 juin 1937).
- 2007 :
  - Angelo Conterno, cycliste italien (° 13 mars 1925).
  - Giorgio Fioravanti (it), footballeur italien (° 14 février 1921).
  - Kenneth Bruce « Ken » McGregor, joueur de tennis et footballeur australien (° 2 juin 1929).
  - Stéphane Mosès, philosophe franco-israélien (° 11 juin 1931).
  - Anton Rodgers (en), acteur et chanteur britannique (° 10 janvier 1933).
- 2008 :
  - Paul Benedict, acteur américain (° 17 septembre 1938).
  - Jacques Cardona, auteur-compositeur interprète et producteur de musique français (° 25 juin 1946).
  - Betty Goodwin, peintre et sculptrice canadienne (° 19 mars 1923).
  - Lev Mantula, joueur et entraîneur de football yougoslave (° 8 décembre 1928).
  - Hélène Pedneault, écrivaine québécoise (° 14 avril 1952).
  - Emanuel Rackman (en), rabbin, théologien et prédicateur américain (° 24 juin 1910).
  - Giorgio Soavi (it), écrivain, poète et journaliste italien (° 26 novembre 1923).
  - Joseph Bitner Wirthlin (en), homme d'affaires et chef religieux américain (° 11 juin 1917).
- 2009 :
  - Francesco de Franchis (it), juriste italien (° 4 septembre 1930).
  - Stefano Miccolis (it), philosophe et historien italien (° 10 novembre 1945).
  - Ramses Shaffy, chanteur et acteur néerlandais (° 29 août 1933).
  - Robert Sinsoilliez, écrivain français (° 12 décembre 1928).
- 2010 :
  - Adriaan Blaauw, astronome et universitaire néerlandais (° 12 avril 1914).
  - Thorwald Dethlefsen (it), psychothérapeute, philosophe et ésotérique allemand (° 11 décembre 1946).
  - Hillard Elkins (en), acteur et producteur américain (° 18 octobre 1929).
  - Paolo Signorelli (it), homme politique italien (° 14 mars 1934).
- 2011 :
  - Shingo Araki (荒木 伸吾), caricaturiste, animateur et producteur de films japonais (° 1er janvier 1939).
  - Hippolyte Van den Bosch, joueur et entraîneur de football belge (° 30 avril 1926).
  - Ragnhild Hveger, nageuse danoise (° 10 décembre 1920).
  - William Denison « Bill » McKinney, acteur américain (° 12 septembre 1931).
  - Andrzej Nowicki, philosophe polonais (° 27 mai 1919).
  - Dick Wehr (en), joueur et entraîneur de basket-ball américain (° 9 décembre 1925).
  - Christa Wolf, auteure et critique littéraire allemande (° 18 mars 1929).
- 2012 :
  - Raymond Ausloos, footballeur belge (° 12 mai 1928).
  - Jovan Belcher, joueur américain de football américain (° 24 juillet 1987).
  - José Bénazéraf, réalisateur français (° 8 janvier 1922).
  - Arthur Chaskalson, juriste sud-africain, juge en chef de l'Afrique du Sud de 2001 à 2005 (° 24 novembre 1931).
  - Mitchell Cole (en), footballeur anglais (° 6 octobre 1985).
  - Richard Raymond « Rick » Majerus (en), basketteur et entraîneur américain (° 17 février 1948).
  - Edgar Hilleary « Ed » Price, Jr. (en), militaire et homme politique américain (° 1er janvier 1918).
- 2013 :
  - Alfonso Armada, militaire espagnole (° 12 février 1920).
  - Stirling Colgate (en), physicien et universitaire américain (° 14 novembre 1925).
  - Richard Coughlan, batteur anglais (° 2 septembre 1947).
  - Edward Heffron, militaire américain (° 16 mai 1923).
  - Martin Sharp, artiste australien (° 21 janvier 1942).
  - André Schiffrin, éditeur, rédacteur, éditorialiste et essayiste français (° 14 juin 1935).
- 2014 :
  - Mario Abramovich (en), violoniste et compositeur argentin (° 31 octobre 1926).
  - Antonio Silvano Andriani (it), homme politique italien (° 31 août 1933).
  - Giulio Cattin (it), prêtre et musicologue italien (° 22 mai 1929).
  - Helena Oszast (pl), basketteuse polonaise (° 21 décembre 1926).
  - Dimitrios Trichopoulos (en) (Δημήτριος Τριχόπουλος), épidémiologiste, oncologue et universitaire grec (° 9 décembre 1938).
  - Rocky Wood (en), auteur australien (° 19 octobre 1959).
- 2015 :
  - Robert « Rob » Blokzijl, physicien et informaticien néerlandais (° 21 octobre 1943).
  - Paolo Borghi (it), volleyeur et directeur sportif italien (° 1929).
  - Nino Cannata (it), bédéiste italien (° 20 juin 1929).
  - Joseph Engelberger (en), physicien et ingénieur américain (° 26 juillet 1925).
  - Édouard Al-Kharrat, écrivain et révolutionnaire égyptien (° 16 mars 1926).
  - John Francis Kurtzke (en), neurologue et universitaire américain (° 14 septembre 1926).
  - James « Jim » Loscutoff Jr., basketteur américain (° 4 février 1930).
  - Trevor Obst (en), footballeur et entraîneur australien (° 21 juin 1940).
  - Miriam Repič-Lekić (it), peintre et sculptrice slovène (° 8 juillet 1925).
- 2016 :
  - Sulabha Brahme (en) (सुलभा ब्रह्मे), économiste indien (° vers 1932).
  - Donald George Don » Calfa, acteur américain (° 3 décembre 1939).
  - Elisabeth Carron (en), soprano américaine (° 12 février 1922).
  - Jacques Cohen (en), acteur israélien (° 1930).
  - Peter Corrigan (en), architecte australien (° 6 mai 1941).
  - Jo-Anna Downey (en), actrice canadienne (° 1er février 1967).
  - Michael « Micky » Fitz, chanteur britannique (° 1959).
  - Inkulab (Makkal Pavalar Inkulab / மக்கள் பாவலர் இன்குலாப்) dit), poète, écrivain et militant indien (° vers 1944).
  - Barry Lloyd (en), joueur de cricket gallois (° 6 septembre 1953).
  - Joseph « Joe » McKnight (en), joueur américain de football américain (° 16 avril 1988).
  - Ljubo Sirc (en), économiste slovène (° 19 avril 1920).
  - Ousmane Sow, artiste sculpteur sénégalais (° 10 octobre 1935).
  - Lionel Stoléru, haut fonctionnaire et homme politique français, père d'une autre ex-ministre Emmanuelle Wargon (° 22 novembre 1937).
  - Zekarias Yohannes, prélat érythréen, éparque de Barca et d'Asmara de 1981 à 1984 (° 13 mai 1925).
- 2017 :
  - Enrico Castellani, peintre italien (° 4 août 1930).
  - Gilbert Chabroux, homme politique français (° 27 décembre 1933).
  - Fredy Schmidtke, cycliste sur piste allemand (° 1er juillet 1961).
  - Abba Siddick, homme politique et révolutionnaire tchadien (° 25 décembre 1924).
- 2018 :
  - Ken Berry, acteur américain (° 3 novembre 1933).
  - Ennio Fantastichini, acteur italien (° 20 février 1955).
  - Dave Mantel, acteur et producteur néerlandais (° 15 septembre 1981).
  - Calvin Newborn, guitariste américain (° 27 avril 1933).
  - Maria Pacôme, actrice française (° 18 juillet 1923).
  - Jody Williams, guitariste et chanteur de blues américain (° 3 février 1935).
- 2019 :
  - Henri Biancheri, footballeur puis dirigeant sportif franco-monégasque (° 30 juillet 1932).
  - Miguelina Cobián, athlète de sprint cubaine (° 19 décembre 1941).
  - Shelley Morrison, actrice américaine (° 26 octobre 1936).
  - René Rebuffat, historien et archéologue français (° 10 septembre 1930).
- 2020 :
  - Jean Cottard, escrimeur et maître d'armes français (° 14 juillet 1926).
  - Eric Engstrom, programmeur américain (° 25 janvier 1965).
  - Juan Hormaechea, homme politique espagnol (° 5 juin 1939).
  - Mariya Itkina, athlète de sprint soviétique puis russe (° 3 février 1932).
- 2021 : 
  - Jean Demannez, Abla Farhoud, Grand Jojo
  - Alvin Lucier, Petr Uhl, Miroslav Zikmund.
- 2022 : 
  - Ercole Baldini, coureur cycliste italien (° 26 janvier 1933).
  - Gerardo Bianco, homme politique italien (° 12 septembre 1931).
  - Mylène Demongeot, actrice et comédienne française (° 29 septembre 1935).
  - Hannes Keller, physicien et mathématicien suisse (° 20 septembre 1934).
  - Yadollah Maftun Amini, Haralds Sīmanis.
- 2023 :
  - Ezan Akélé, homme politique et ancien ministre ivoirien (° 19 mars 1942).
  - Shlomo Avineri, politologue et historien israélien (° 30 août 1933).
  - Burny Bos, producteur, scénariste, animateur de télévision, de radio et écrivain néerlandais (° 8 avril 1944).
  - Gérard Bramoullé, économiste et homme politique français (° 17 décembre 1944).
  - Robert Dickson, hockeyeur sur glace canadien (° 22 avril 1931).
  - Michel Jaffrennou, artiste vidéo, artiste multimédia, réalisateur de cinéma et scénariste français (° 25 février 1944).
  - Daniel Langlois, homme d'affaires et mécène du domaine du multimédia et de l'informatique canadien (° 6 avril 1957).
  - Michel Le Milinaire, footballeur puis entraîneur français (° 7 juin 1931).
  - Sandra Day O'Connor, avocate, femme politique, procureure et juge américaine (° 26 mars 1930).
- 2024 :
  - Vinci Vogue Anžlovar, réalisateur, acteur, scénariste, compositeur, monteur et producteur slovène (° 19 octobre 1963).
  - Niels Arestrup, acteur et comédien français (° 8 février 1949).
  - Jacques Barsamian, chanteur, écrivain et journaliste musical français (° 17 mars 1943).
  - Alioune Badara Bèye, écrivain sénégalais (° 28 septembre 1945).
  - Crescenzo D'Amore, coureur cycliste italien (° 2 avril 1979).
  - Terry Griffiths, joueur de snooker gallois (° 16 octobre 1947).
  - Raj Manchanda, joueur de squash indien (° 5 août 1945).
  - Jacques Panciatici, pilote de rallye français (° 10 novembre 1948).
  - Ilke Wyludda, athlète de lancers de disques allemande (° 28 mars 1969).

## Célébrations
- Nations unies : journée mondiale de lutte contre le SIDA[14] (symbolique ruban rouge ci-contre à arborer sur soi en particulier ce jour, en soutien aux malades, soignants, accompagnateurs, chercheurs, voire en mémoire des victimes passées de la maladie).
- République centrafricaine : fête nationale.
- Costa Rica : día de la abolición del ejército ou jour de la suppression de l'armée[15].
- Islande : jour de l'indépendance.
- Portugal : restauração da independência ou restauration de l'indépendance vis-à-vis de l'Union ibérique.
- Roumanie : fête nationale.
- Thaïlande : วันดำรงราชานุภาพ / wan Damrong Rachanuphap commémorant la mort du prince Damrong Rajanubhab.

### Célébrations religieuses
- Christianisme : mémoire du patriarche Jean III de Jérusalem comme lors des trois ou quatre jours précédents, avec lectures de Héb. 13, 22-25 & de Jn 10, 17-21 dans le lectionnaire de Jérusalem.

### Saints des Églises chrétiennes

#### Saints des Églises catholiques
Saints du jour, :
- Airy († 591), ou Aguy, ou Agericus, dixième évêque de Verdun, en Lorraine ; fêté aussi le 8 février.
- Ananie († 345), ou Ménas dit le Persan, martyr de la persécution du roi Sapor II, fêté le 22 novembre en Occident.
- Ansanus († 304), martyr à Sienne, en Toscane, sous Dioclétien.
- Antoine dit « le Jeune » (IXe siècle), gouverneur en Cyberrheote (province byzantine ?), devenu ascète à l'Olympe de Bithynie.
- Auger de Toul († v. 629), évêque.
- Candres (Ve siècle), évêque itinérant, apôtre en Toxandrie (actuel Limbourg, belge), et en Normandie.
- Castritian (en) († vers le milieu du IIIe siècle voire au début du IIe siècle), évêque de Milan.
- Diodore de Rome († 283), évêque et martyr à Rome avec plusieurs autres, dont Marien, son diacre.
- Domnole († 581), moine puis évêque du Mans.
- Éloi de Noyon (660), évêque de Noyon, patron des métallurgistes et des orfèvres.
- Évase († 362), originaire de Bénévent, évêque d'Asti, en Piémont, et martyr à Casal, sous Julien.
- Florence de Comblé (IVe siècle), vierge originaire de Phrygie, disciple de saint Hilaire de Poitiers.
- Florentin d'Amboise (VIIe siècle), confesseur à Amboise, en Touraine.
- Grwst (en) (VIIe siècle), éponyme de Llanrwat, au Pays de Galles.
- Hildebert de Gand († 728), moine.
- Ibiliau (VIe siècle), ermite près de Ploudalmézeau en Bretagne.
- Léonce († vers 432), Léonce de Fréjus, évêque de Fréjus, en Provence, père de Castor d'Apt, et ami de Jean Cassien.
- Nahum (VIIe siècle av. J.-C.), l'un des douze petits prophètes ; entre -642 et -606, il prophétisa l'anéantissement de Ninive, et le rétablissement du royaume de Juda.
- Natalie de Nicomédie (IVe siècle), ou Nathalie, ou Natacha, qui servit les persécutés chrétiens ; martyre avec son époux Adrien (date selon la tradition occidentale, fêtés le 26 août en Orient).
- Olympiade († vers 304), ou Olympiadus, en latin, consul romain, martyr à Amelia, en Ombrie, sous Dioclétien.
- Onésime († ?), ou Ananie ; et Solochon, ou Solomon ; archevêques d'Éphèse, en Asie Mineure.
- Philarète (VIIIe siècle) dit le Miséricordieux, ou l'Aumônier, laïc pieux et ascétique, dont la fille (ou petite-fille ?), Marie d'Arménie, alias Marie d'Amnia, épousa l'empereur Constantin VI, en 788 (ou 792 ?).
- Procule de Vérone (en) († 302), ou Proculus, évêque de Vérone, en Italie, persécuté sous l'empereur Dioclétien, mais mourut en paix.
- Procule († vers 542), ou Proculus, évêque de Narni, martyr par la main des Ostrogoths ariens, sous Totila.
- Résign († ?), ou Resignatus, en latin, évêque de Maëstricht (ou de Tongres ?).
- Théoclite de Sparte († 870), évêque de Lacédémone (Sparte), en Laconie.
- Ursicin († vers 347), évêque de Brescia, en Lombardie ; qui participa au concile régional de Sardique, en 344 (ou 343?).

#### Saints ou bienheureux de l'Église catholique
Saints et béatifiés du jour :
- Antoine Bonfadini († 1482), bienheureux moine franciscain italien[18].
- Anuarite Nengapeta († 1964) Anuarite Nengapeta Marie Clémentine[19], bienheureuse martyre au Zaïre.
- Casimir Sykulski († 1941), bienheureux prêtre polonais martyr.
- Charles de Foucauld († 1916), ermite français.
- Christian (XIIIe siècle), bienheureux dominicain italien, un des premiers compagnons de saint Dominique.
- Edmond Campion († 1581), prêtre jésuite anglais martyr.
- Elisa Angela Meneguzzi († 1941), bienheureuse religieuse italienne.
- Jean Beche († 1539), bienheureux moine bénédictin anglais et martyr.
- Maria Clara do Menino Jesus († 1899), bienheureuse religieuse portugaise.
- Marie-Rose Pellesi († 1972), bienheureuse religieuse franciscaine italienne.
- Richard Langley († 1586), bienheureux laïc anglais martyr.

## Traditions et superstitions

### Dictons
- « À la saint-Éloi, la nuit l'emporte sur le jour qui luit. »[20]
- « Quand arrive la saint-Éloi, laboureur tu peux rester chez toi[21]. »
- « Saint-Éloi, de soleil gourmand, nous donne trois jours de beau temps. »[22]
- « Saint Éloi, le gourmand, sa fête arrive deux fois par an. »[23]
- « Si à la saint-Éloi tu brûles ton bois, tu auras froid pendant trois mois. »[24]

### Astrologie
- Signe du zodiaque : 9e jour du Sagittaire.

## Toponymie
- Les noms de plusieurs voies, places, sites ou édifices de pays ou provinces francophones contiennent cette date : voir Premier-Décembre .